# هندسة العمارة البوليفية
ترتبط الهندسة المعمارية لبوليفيا ارتباطًا وثيقًا بتاريخها وثقافتها ودينها. إذ كانت العمارة البوليفية تتغير باستمرار وتتقدم بمرور الوقت. مع مراعاة التضاريس والارتفاعات العالية، حيث تم بناء معظم مباني بوليفيا (قبل العصر الكولومبي) للإسكان، متأثرة بشكل أساسي بالثقافة البوليفية الأصلية. وجلب وصول المستوطنين الإسبان العديد من المباني ذات الطراز الأوروبي، وبدأ الإسبان يخططون لبناء مدن كبيرة.
وبعد الاستقلال، أصبح الطراز المعماري كلاسيكيًا حديثًا وتم بناء العديد من الكنائس والمباني الحكومية في بوليفيا الحديثة، ومثل العديد من البلدان، تهيمن عليها ناطحات السحاب ومباني ما بعد الحداثة، وبالطبع هناك أنماط معمارية خاصة لجذب السياح والبناء.
قبل وصول المستوطنين الإسبان، كانت الهندسة المعمارية لإمبراطورية تيواناكو وإمبراطورية الإنكا هي الممثل الرئيسي للطراز المعماري لبوليفيا قبل العصر الكولومبي. إذ إنهم لا يعكسون فقط ثقافة إمبراطورياتهم الخاصة، بل يعكسون أيضًا ثقافة السكان الأصليين في بوليفيا.
خلال الفترة الاستعمارية الإسبانية، عندما بنى المستعمرون الإسبان المدن الكبرى، لم يكتفوا بإحضار الطراز الباروكي من أوروبا فحسب، بل جلبوا أيضًا مواد البناء والديانات الجديدة من أوروبا. في الوقت نفسه، أدى الطراز المعماري الأصلي لبوليفيا والطراز الباروكي إلى أسلوب جديد يُعرف باسم الطراز الباروكي الأنديز. وفي العصر الحديث، مثل العديد من البلدان، أصبحت تهيمن العمارة الحديثة وما بعد الحداثة على العمارة البوليفية الكلاسيكية. من أجل تلبية احتياجات السياحة والاستفادة من البيئة الجغرافية الفريدة لبوليفيا، كما ظهرت بعض أنماط العمارة الأخرى في بوليفيا والتي تظهر بشكل أفضل الهندسة المعمارية المتنوعة لبويليفيا.

## ما قبل الاستعمار

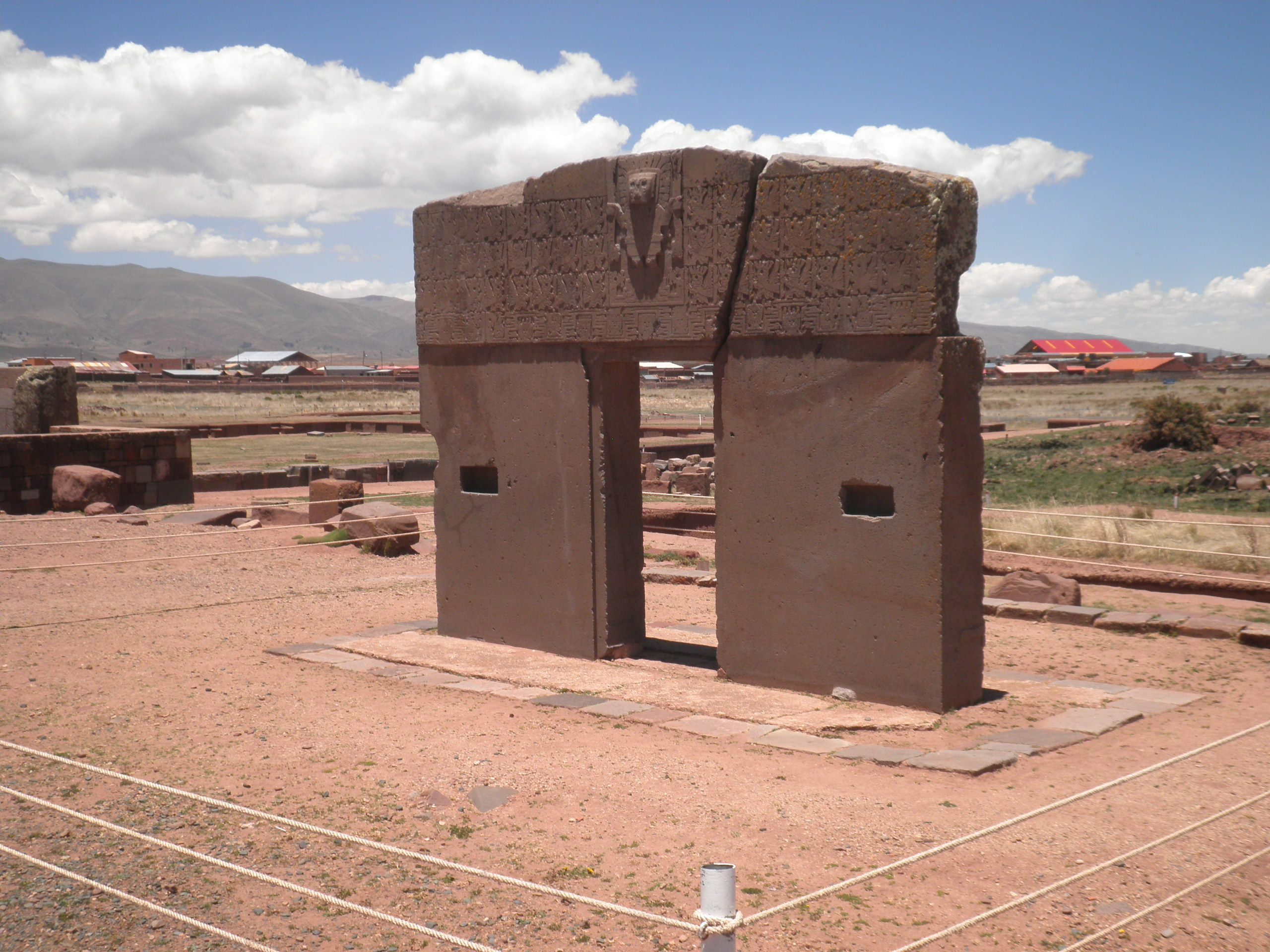
بوابة الشمس في أطلال تيواناكو ،رمز ثقافة تيواناكو

### إمبراطورية تيواناكو (400-1000
تقع تيواناكو بالقرب من الشاطئ الجنوبي لبحيرة تيتيكاكا على ارتفاع 3850 مترًا. حيث تم بناء معظم مواقع المدن القديمة من طوب اللبن، على الرغم من أنها مغطاة الآن بالمدن الحديثة، إلا أن المباني الحجرية النموذجية بقيت في المناطق الأثرية المحمية. كانت مدينة مزدهرة ومخططة بين 400 م و 900 م. حيث تتميز المدينة بالمنحوتات الحجرية الرائعة وأنظمة الصرف المعقدة تحت الأرض التي تتحكم في تدفق الأمطار. وفي الوقت نفسه، هناك العديد من المباني ذات الطابع المتعلقة بالدين والبنية السياسية، مثل المعبد شبه تحت الأرض، وتلة المنصة ومدرجات أكابانا، ومعبد كالاساسايا وقصر بوتوني. وتعد أكابانا هي واحدة من أروع المعالم الأثرية في تيواناكو. حيث يتكون تل منصة المدرجات مع كومة أولية من سبع منصات متراكبة مع جدار احتياطي حجري يصل إلى 18 مترًا، ولكن في الوقت الحاضر فقط الجزء الأدنى منه مازال محفوظا. وبحسب التحقيقات، فقد كان مكسوًا بالحجر الرملي ومحاطًا بأنظمة تصريف جيدة الصيانة.

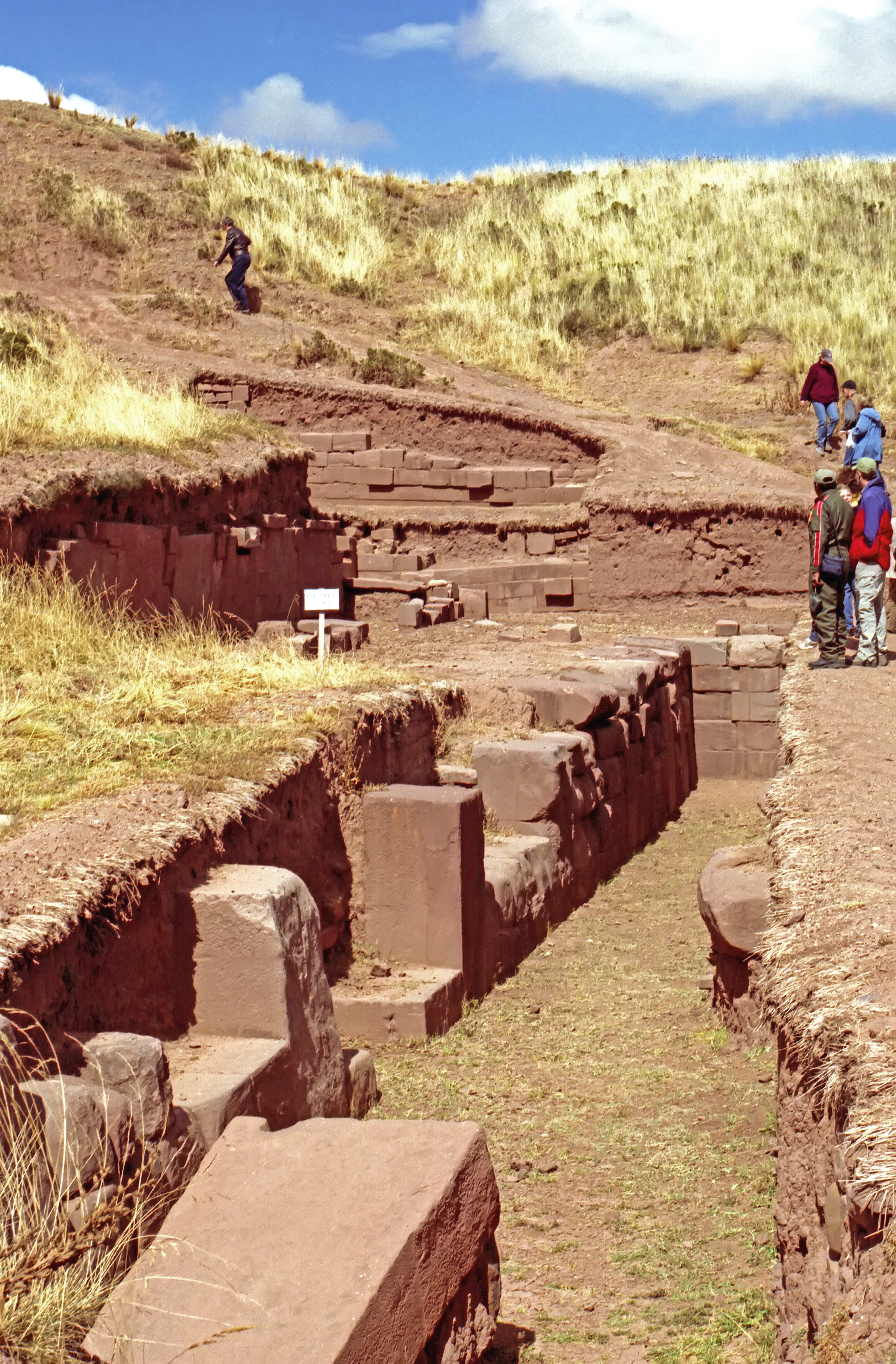
أكابانا ، التي كانت أكبر مبنى في المجمع الديني.

يقع معبد كالاسايا في الشمال، ويُعتقد أنه تم استخدامه كمرصد. أكثرها تمثيلا هي بوابتان كبيرتان للشمس مقطوعتان من صخور بركانية داكنة (وسيطة في التكوين بين الريوليت والبازلت)، والتي تعد واحدة من أهم ممثلي فن تيواناكو. كما توجد نوافذ على جانبي الباب ونقوش بارزة جيدة التصميم فوق الباب. حيث تم نحت المعبد شبه تحت الأرض بشكل جميل. اذ تتكون الجدران من 48 عمودًا من الحجر الرملي الأحمر مع العديد من الأحجار المنحوتة. ومن الواضح أن المستوطنين السابقين للمدينة كان لديهم تقنية رائعة لنحت وتلميع المواد الحجرية المختلفة، جنبًا إلى جنب مع التقنيات المعمارية لجعل الهندسة المعمارية لإمبراطورية تيواناكو أكثر تميزًا وتمثيلًا. تم إدراج أنقاض مدينة تيواناكو القديمة في قائمة التراث العالمي من قبل منظمة الأمم المتحدة للتربية والعلم والثقافة (اليونسكو) في عام 2000.

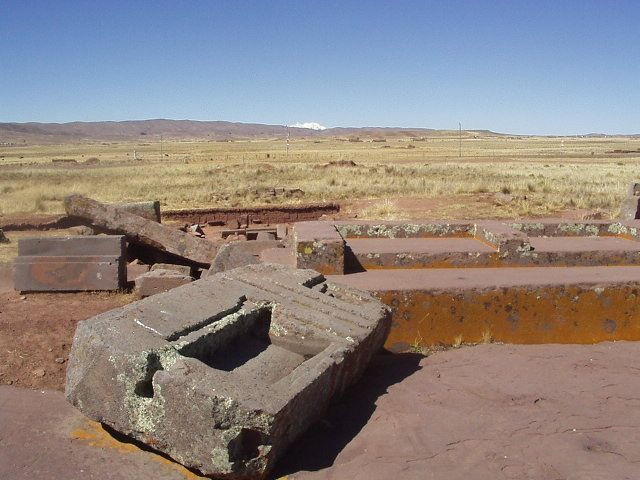
أطلال تيوناكو
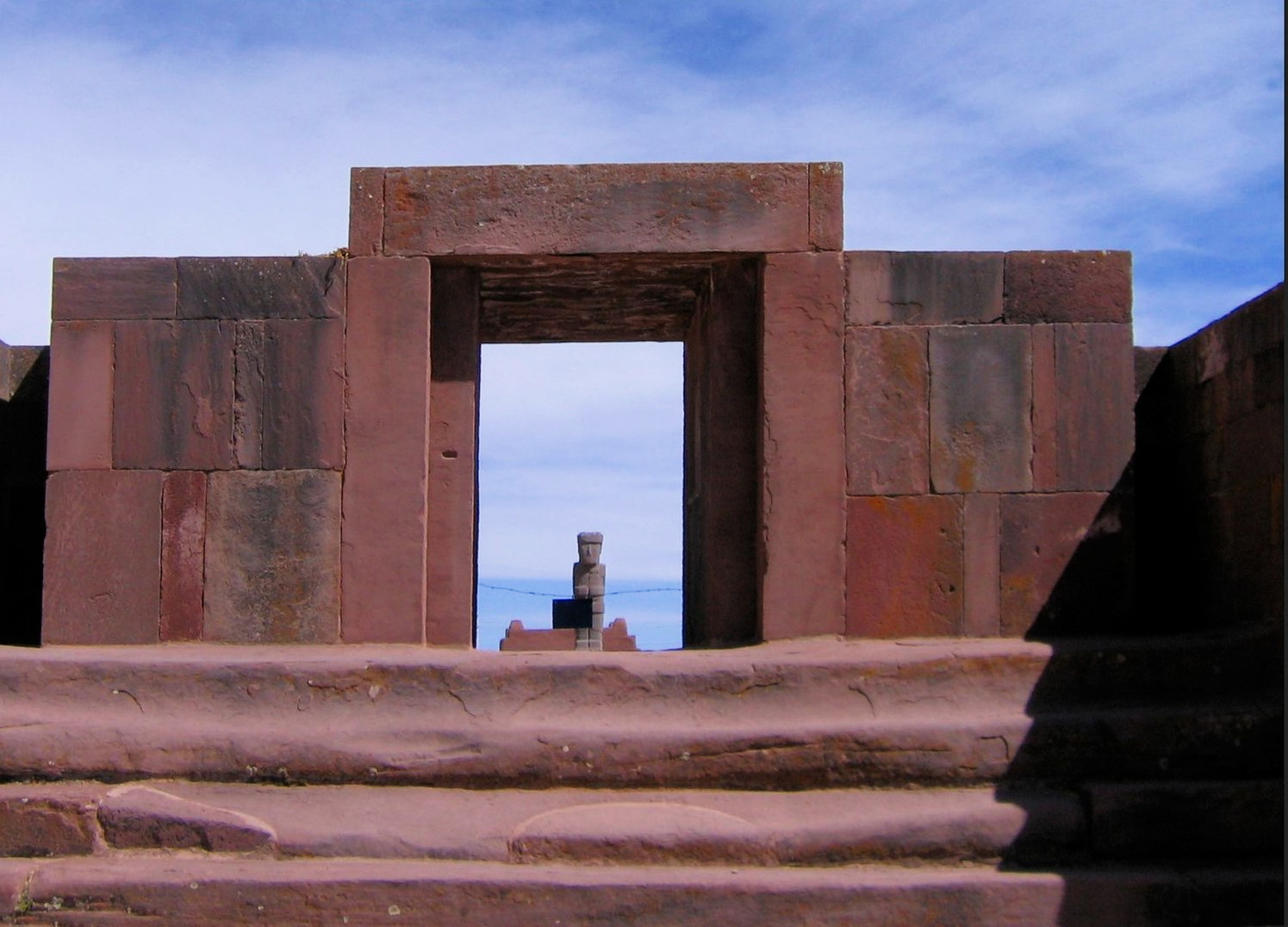
بوابتان ضخمتان للشمس من الأنديسايت في معبد كلاساسايا ، بهما كوات ونقوش بارزة جيدة التصميم.
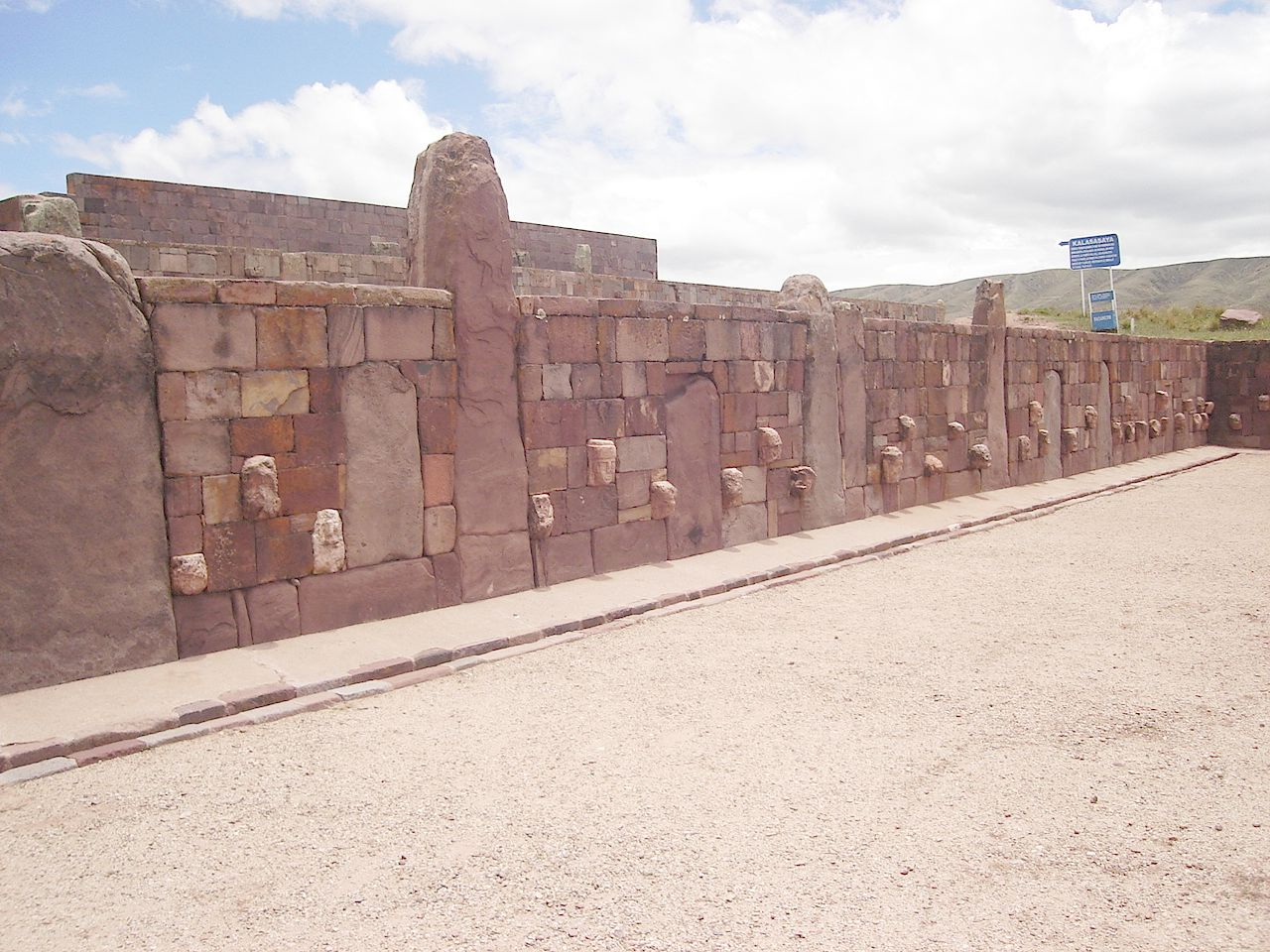
تتكون جدران المعبد شبه الجوفي من أعمدة من الحجر الرملي وحجر منحوت.

### إمبراطورية الإنكا (1438–1471)
أصبحت بوليفيا جزءًا من إمبراطورية الإنكا في القرن الثالث عشر. لأن إمبراطورية الإنكا احتلت بوليفيا من خلال الغزو، بدأ استخدام العديد من المباني في هذه الفترة عسكريًا، وظهرت العديد من القلاع والجدران الدفاعية، وكانت مباني هذه الفترة ذات شمولية أفضل. يغطي موقع اينكلاغتا مساحة 67 هكتارًا وهو أحد مواقع الإنكا الرئيسية في بوليفيا. يمكن اعتبار اينكلاغتا مبنى مشابهًا لقلعة «بوكونا»، مع ما يقرب من أربعين مبنى وجدارًا دفاعيًا، والمساحة الكبيرة التي يمكن تغطيتها هي سمة من سمات فن العمارة الإنكا. هذا هو مجمع الإنكا في بوليفيا، مع أبراج سكنية ودفاعية وعسكرية ودينية زراعية وأبراج لعلم الفلك. كان موقع انيكلاغتا الأثري أكبر وأهم مركز إداري في المنطقة. في عام 2003، تم تقديمه إلى القوائم المؤقتة في جزء الإستراتيجية العالمية الذي أنشأته اليونسكو.

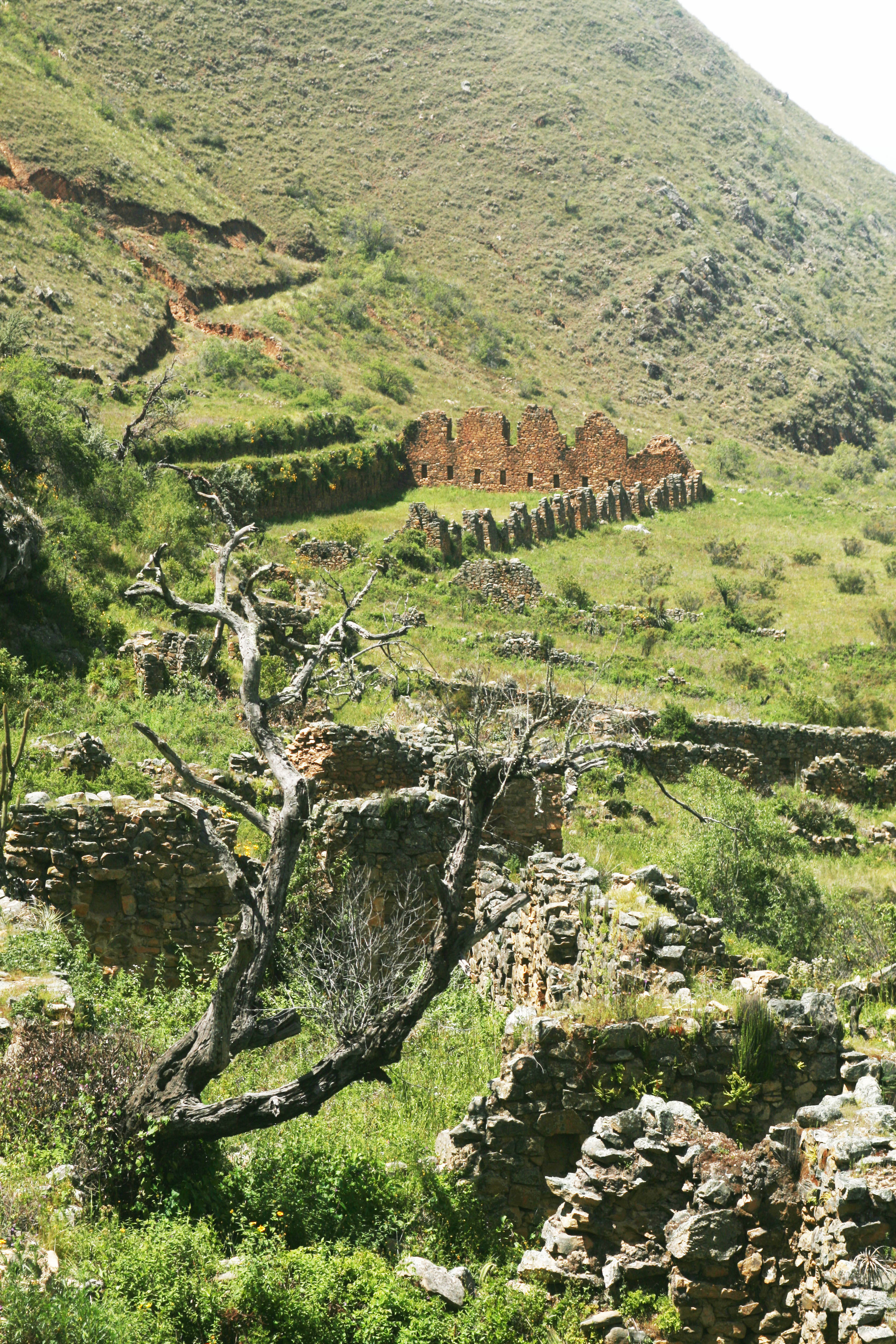
أنقاض Incallajta

## الفترة الاستعمارية الإسبانية (1538–1825)
مع وصول المستوطنين الإسبان، تغيرت جميع العمارة البوليفية تقريبًا.جلبوا معهم الطراز الباروكي ومواد البناء الجديدة والثروة الكافية. اذ ان مع البناء الضخم، تغير المشهد المعماري في بوليفيا. بالنسبة للسكان الأصليين، كان التغيير الأكبر في السكن هو إدخال طوب اللبن لتحل محل خليط الطين السابق. بمرور الوقت، أصبح هذا النوع من المنازل ذات الطراز الأوروبي التقليدي مع فناء وسقف من القرميد الأحمر أكثر شيوعًا.

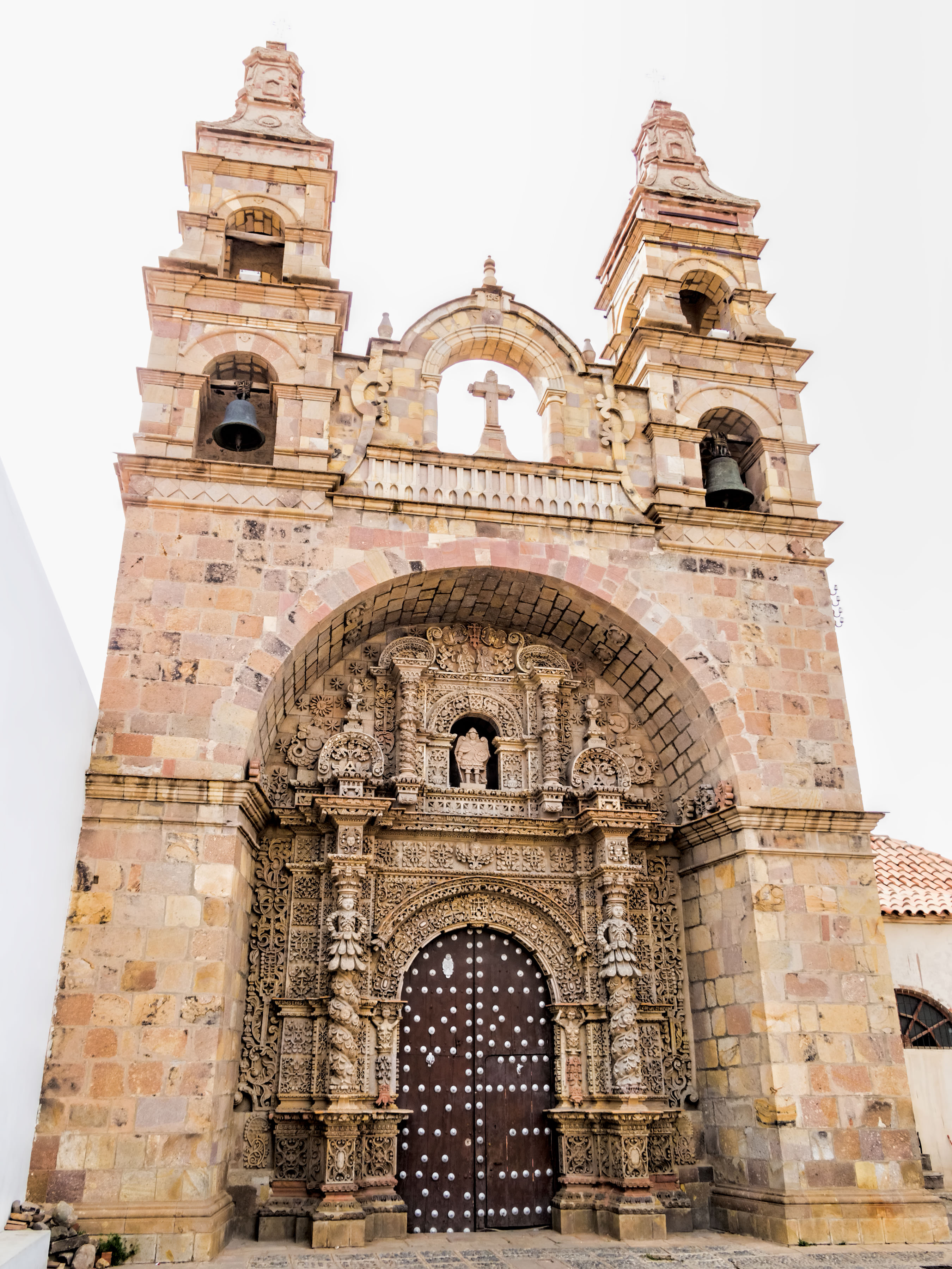
كنيسة سانت لورانس ، التي بناها السكان الأصليون على الطراز الباروكي الهجين

ومع ذلك، فإن التغيير الأكثر وضوحًا هو أن المستوطنين الإسبان بدأوا في بناء مدن كبيرة. تتمركز هذه المدن الكبيرة عادة حول كاتدرائية وقصر تم بناؤه على «الطراز الباروكي في جبال الأنديز». هذا النمط هو مزيج من الطراز الباروكي وأسلوب العمارة الأصلي لبوليفيا، على الرغم من أنه في معظم الحالات يبدو متطابقًا تقريبًا مع الطراز الأصلي. في الفترة التي استعمرت فيها إسبانيا بوليفيا، يمكن العثور على هذا النمط في معظم مدن بوليفيا، وأكثرها تمثيلا هي مدينة بوتوسي. مدينة بوتوسي هي أكبر مورد للفضة في إسبانيا خلال فترة الاستعمار الإسباني. تم الترحيب بها باعتبارها أكبر منطقة صناعية في العالم في القرن السادس عشر، مع تأثير كبير على الاقتصاد الإسباني والاقتصاد العالمي. لذلك في القرن السابع عشر، كان يعيش في المدينة حوالي 160.000 مستعمر إسباني. بمعنى آخر، تعد المدينة مثالاً جيدًا على العمارة البوليفية في العصر الاستعماري الإسباني. ليس فقط لديها البنى التحتية الصناعية المختلفة المطلوبة للتعدين، ولكن لديها أيضًا العديد من المباني المتعلقة بالحياة اليومية. لا شك أن المستعمرين الإسبان أقاموا كنيسة على الطراز الأوروبي مرتبطة بالدين ومحل سكنها الراقي. في هذه المدينة، اعتمدت العديد من المباني «أسلوب باروك الأنديز»، الذي يمزج بين الطراز الهندي. كما أن لبوتوسي تأثير دائم على الهندسة المعمارية لوسط بوليفيا وجبال الأنديز من خلال نشر الطراز المعماري البرازيلي. حيث تم إدراج مدينة بوتوسي في قائمة التراث العالمي من قبل اليونسكو في عام 1987.

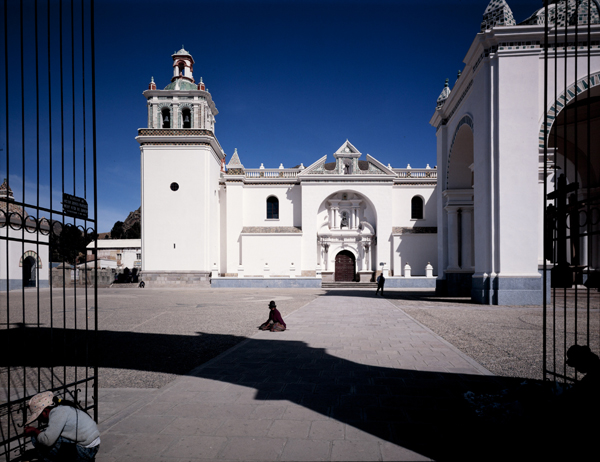
Iglesia Nuestra Señora ، كنيسة على الطراز الباروكي في بوليفيا ، القرن السابع عشر.
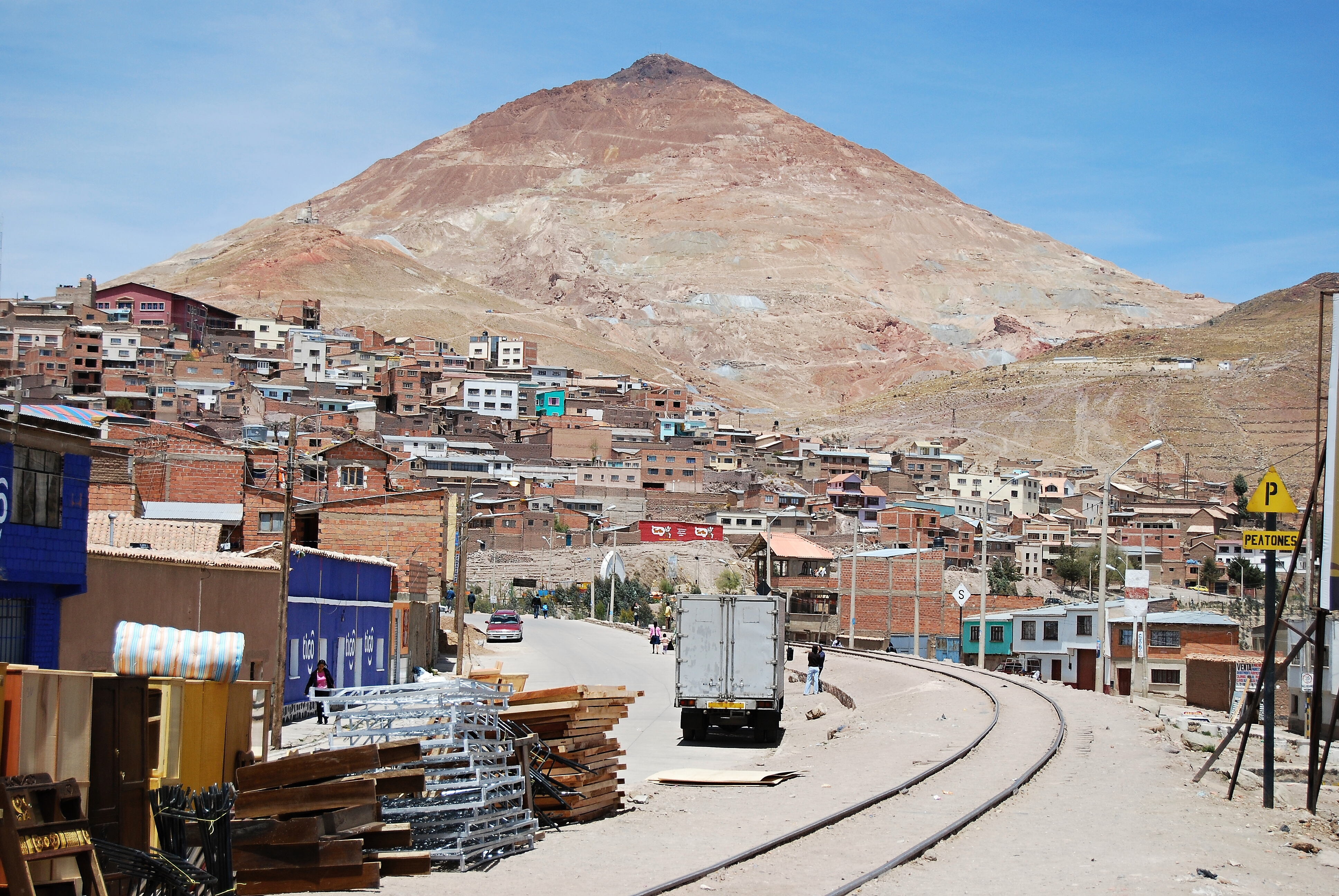
مدينة بوتوسي ، مدينة التعدين عند سفح ريتش هيل (سيرو ريكو) ، أكبر مخزون من الفضة في العالم.
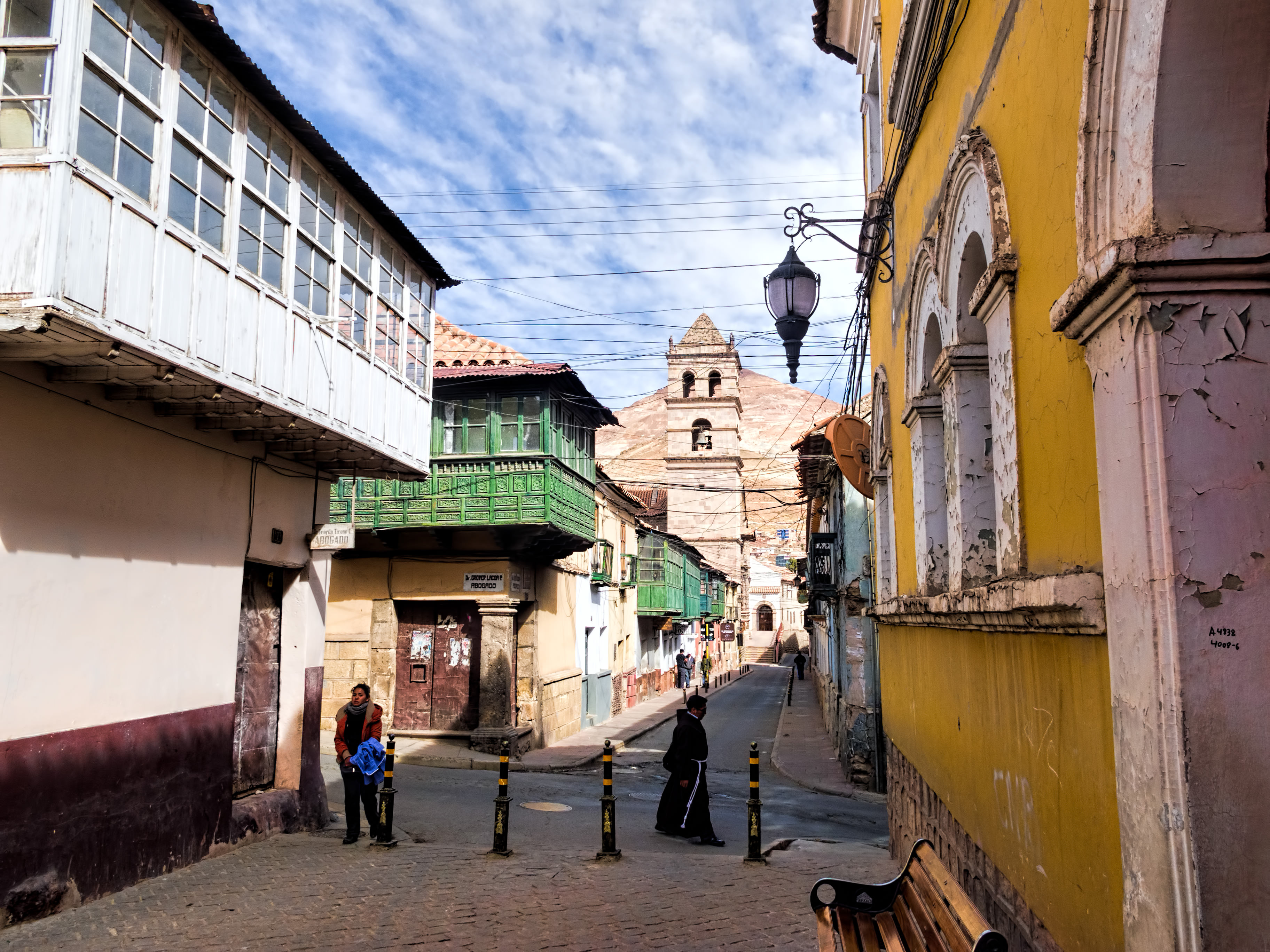
مدينة بوتوسي: كانت الشرفات بدون نوافذ زجاجية سمة مشتركة للعمارة الاستعمارية.
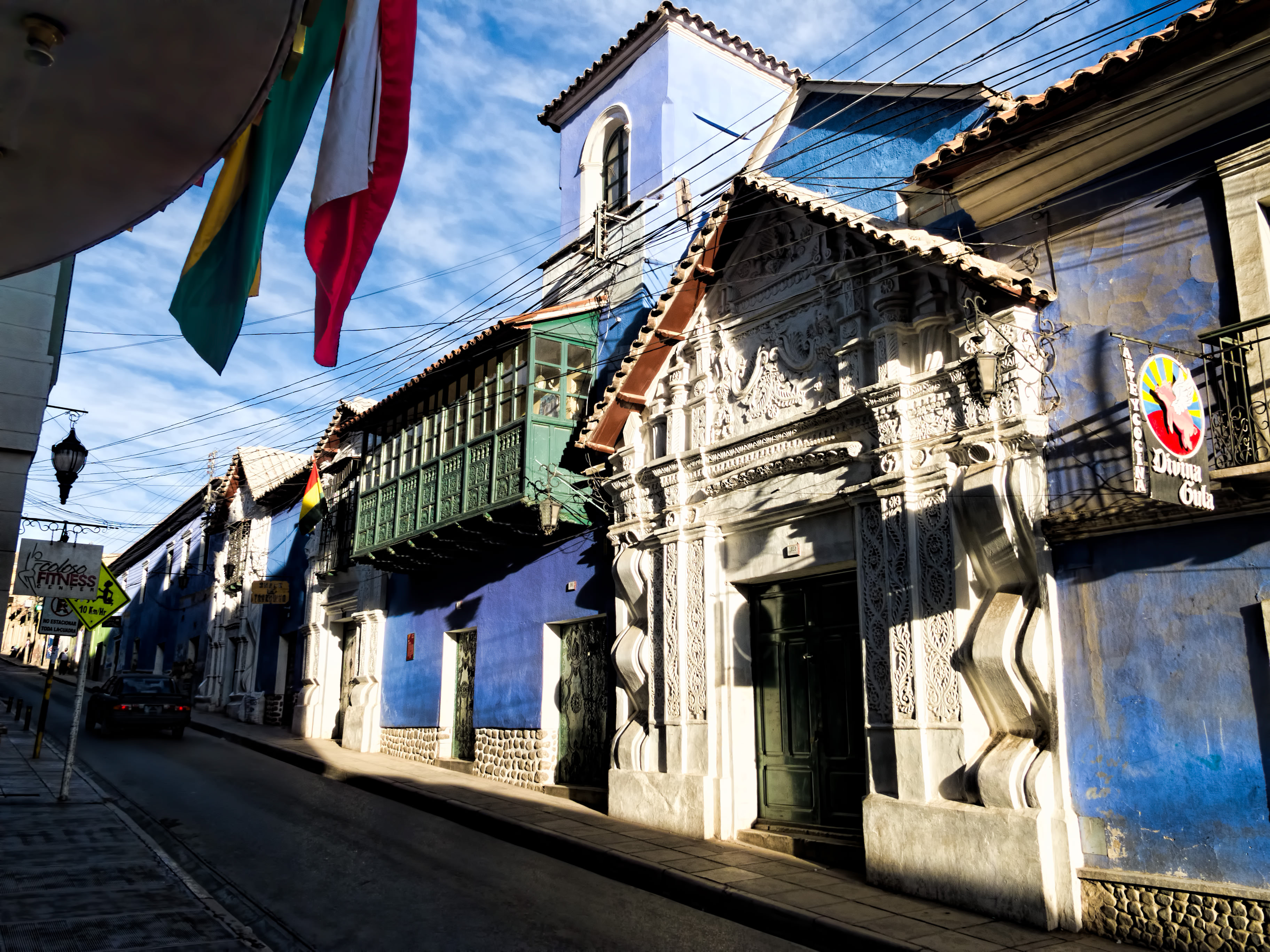
مدينة بوتوسي: بيت الأبواب الثلاثة هو مثال على العمارة الاستعمارية ، ينتمي إلى السكان الأصليين في بوليفيا.

مدينة تمثيلية أخرى بناها المستوطنون الإسبان هي مدينة سوكري التاريخية (بالإسبانية: [Sucre]). هذه المدينة بنيت في الجزء الجنوبي الأوسط من بوليفيا في النصف الأول من القرن السادس عشر. وتم الحفاظ على المباني المختلفة في المدينة جيدًا، وتمزج بين أمريكا اللاتينية وأنواع الطراز المعماري الأوروبي.
حيث كانت سوكري لابلاتا، وهي مدينة فضية أسسها المستوطنون الإسبان في عام 1538. ممثلة للثقافة الأصلية للشراكاس. لإحياء ذكرى الزعيم المستقل أنطونيو خوسيه دي سوكري، وتم تعيينها كأول عاصمة لبوليفيا وأطلق عليها اسم سوكري. تم تصميم هذه المدينة التاريخية وفقًا لخطة حضرية بسيطة، بنمط رقعة الشطرنج من الشوارع، على غرار المدن الأخرى التي أنشأها المستوطنون الإسبان في الولايات المتحدة خلال نفس الفترة. منذ أن دعمت ثروة مدينة بوتوسي المجاورة اقتصاديات لابلاتا، كانت لابلاتا مركزًا للعدالة والدين والثقافة في المنطقة منذ إنشائها. في لابلاتا، شراكاس أودينسيا هي النموذج الأولي للمحكمة العليا الحالية. كمركز ثقافي، يوجد في لا بلاتا العديد من الجامعات والكليات الملكية، مثل جامعة Saint-Francois-Xavier ، و Royal Academia Carolina ، و San Isabel de Hungria Seminario.

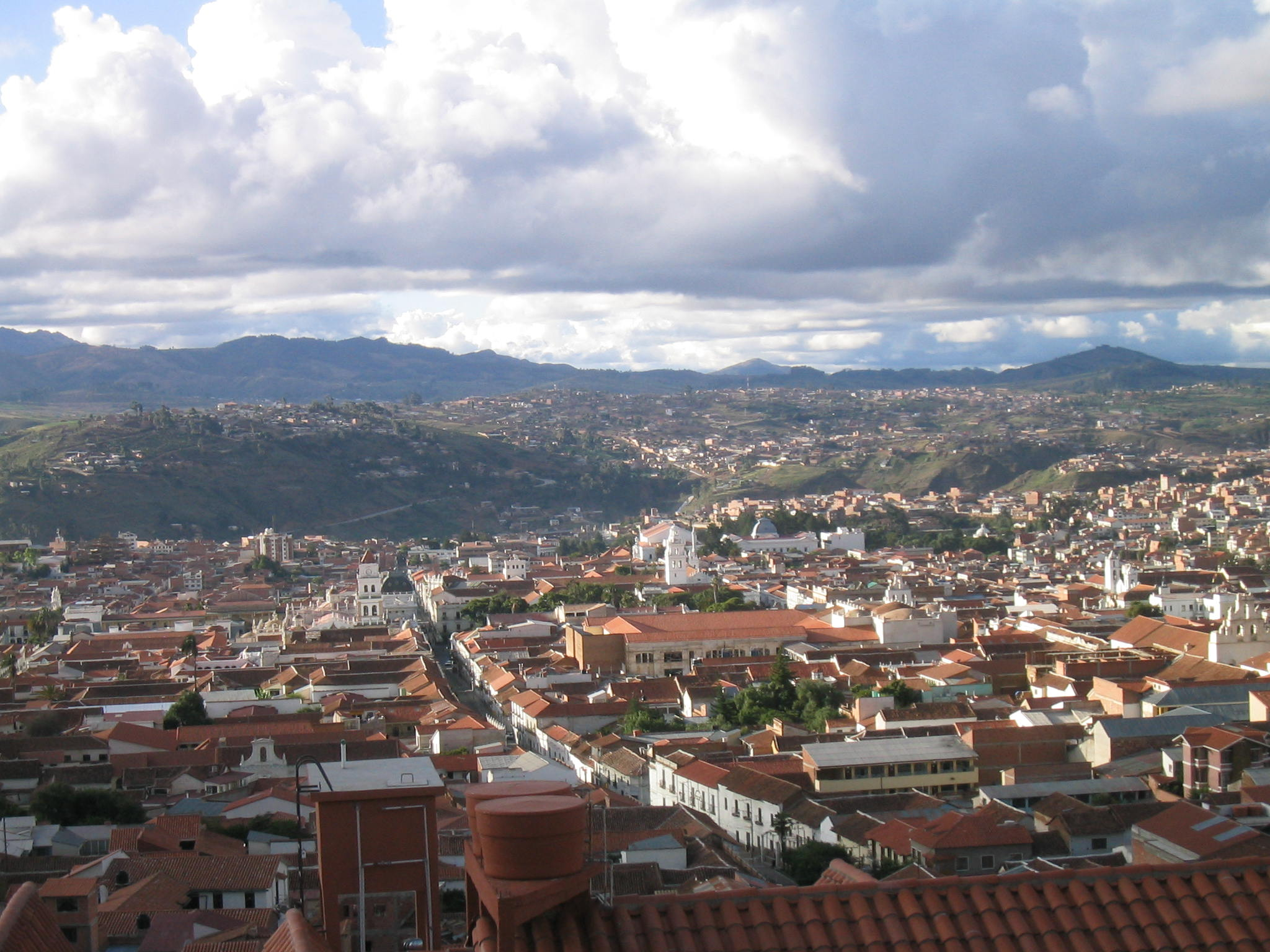
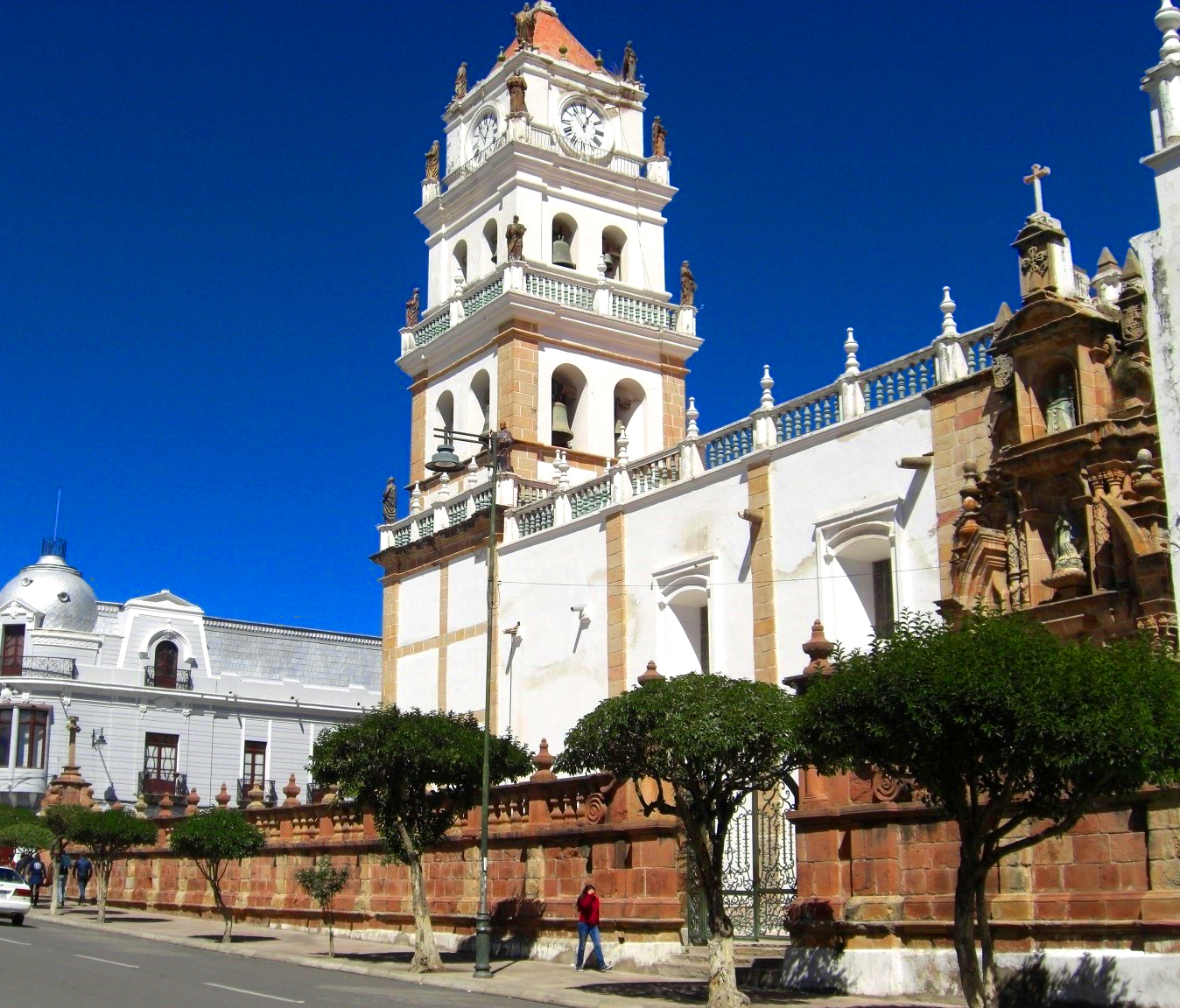
كاتدرائية متروبوليتان ، العمارة الشهيرة "للمدينة البيضاء" سوكري
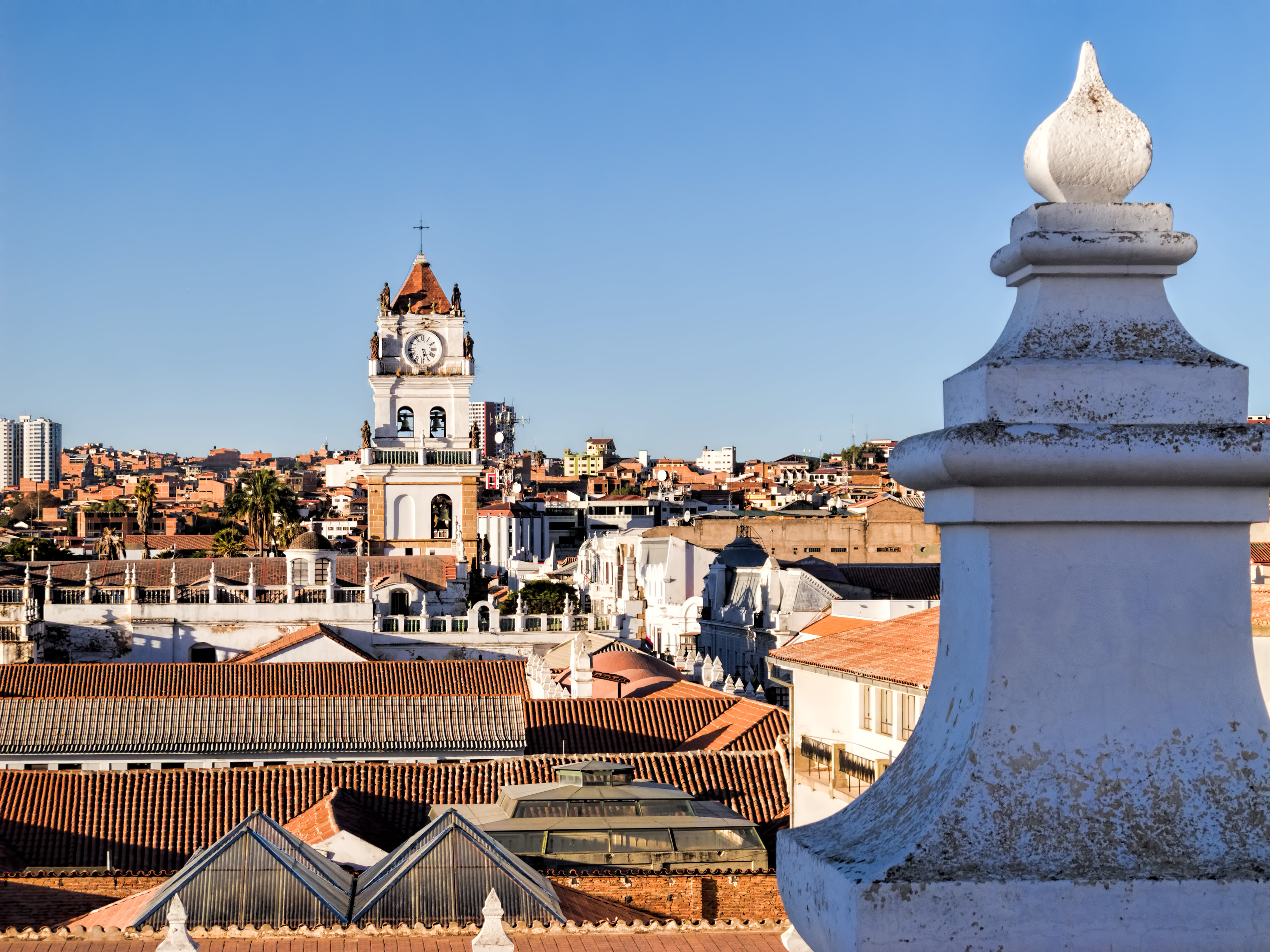
برج الجرس الأيقوني لكاتدرائية متروبوليتان
كاسا دي لا ليبرتاد ، بيت الحريةكاسا دي لا ليبرتاد ، بيت الحرية
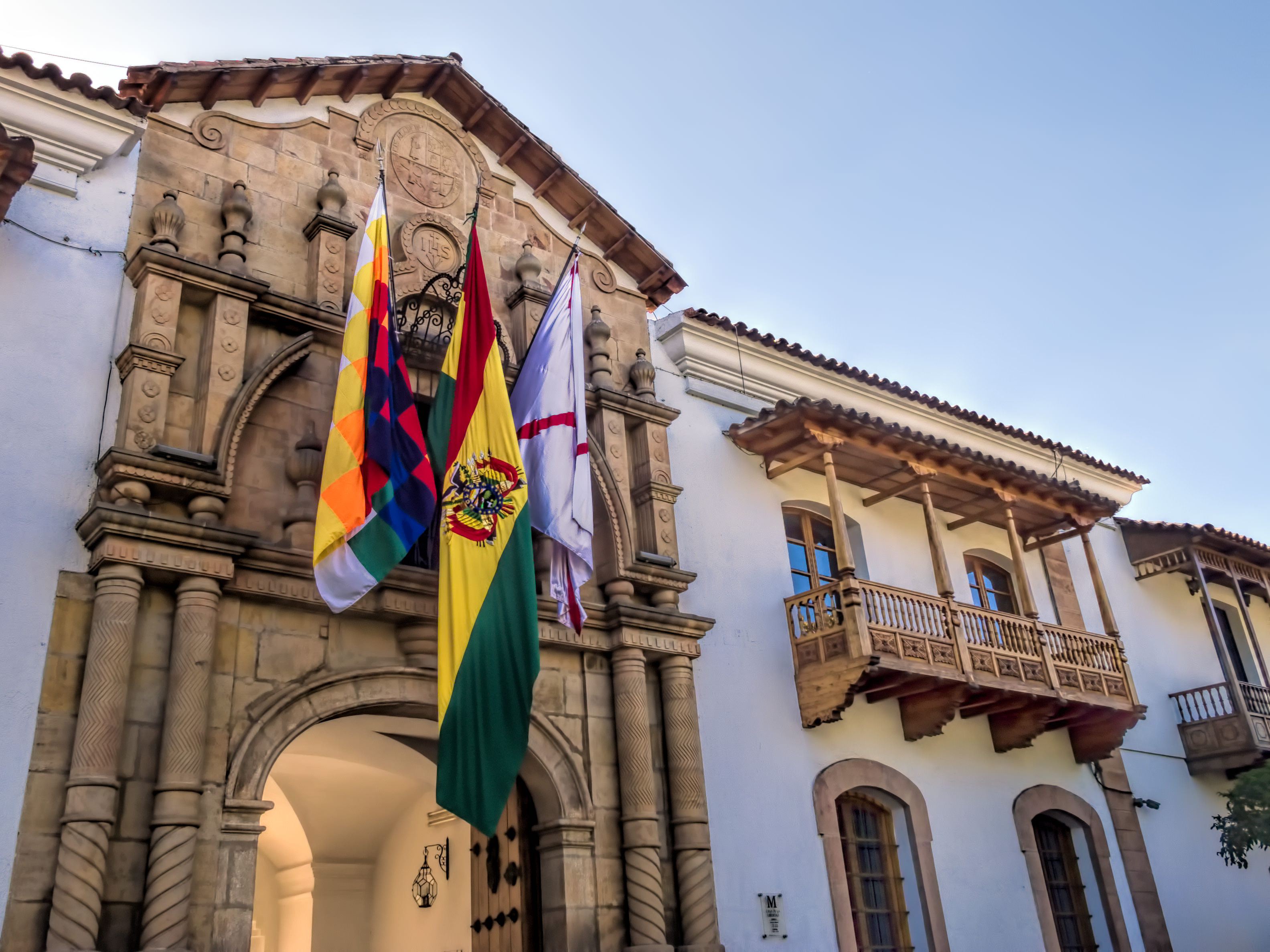
مدخل كازا دي لا ليبرتاد بثلاثة أعلام
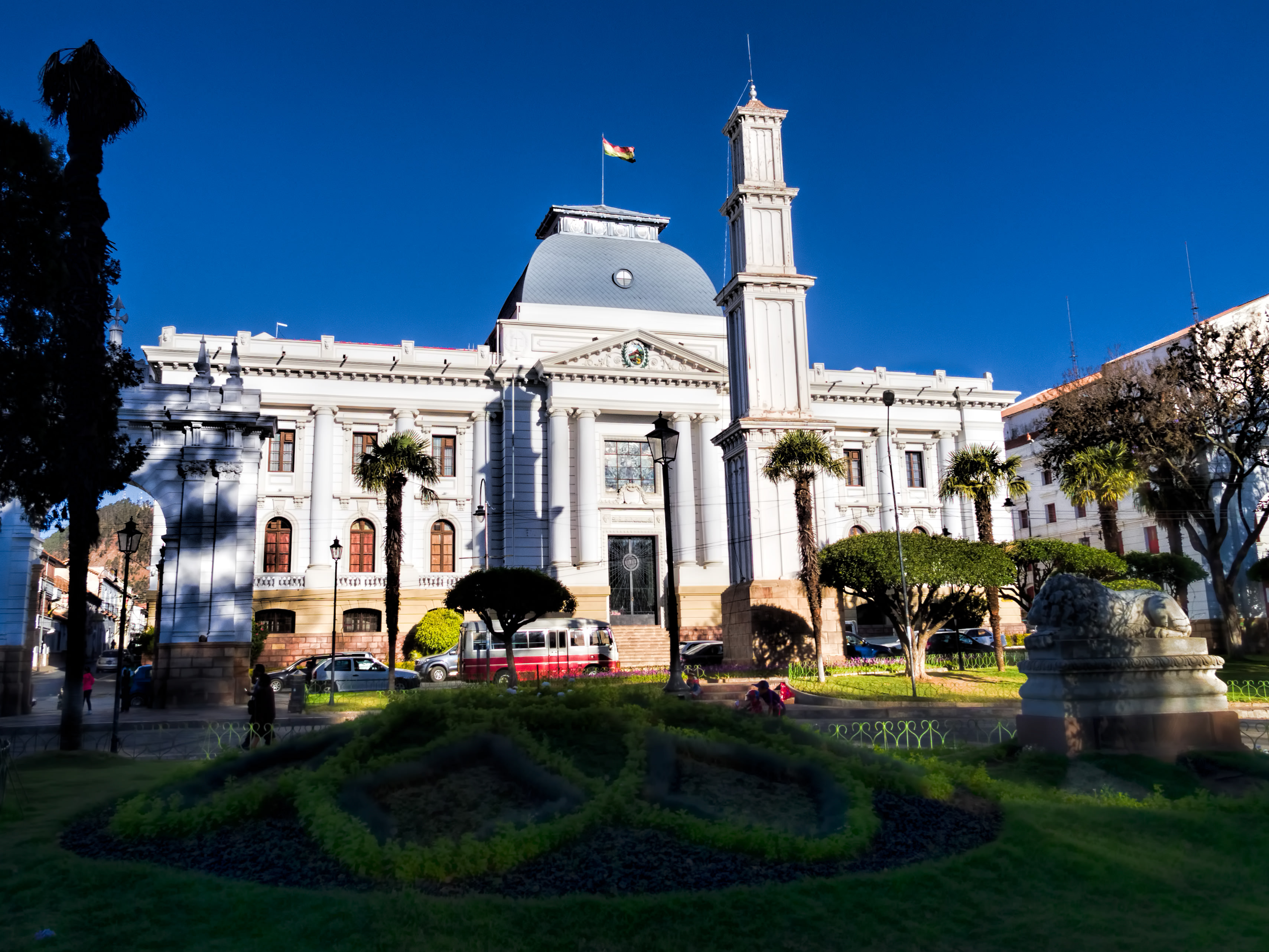
مبنى المحكمة العليا

بالطبع، في سوكري، النمط المعماري الأكثر تمثيلا هو العمارة الدينية. حيث بنيت سلسلة من الكاتدرائيات منذ القرن السادس عشر، مثل سان لازارو وسان فرانسيسكو وسانتو دومينغو وكاتدرائية ميتروبوليتان. في فترة البناء التي استمرت 250 عامًا، وأصبح تكامل الأنماط المعمارية للقارتين أكثر نضجًا. كواحد من أهم المباني في بوليفيا، تم بناء Casa de la Libertad وفي عام 1621 أصبح كجزء من دير اليسوعيين، حيث شهد استقلال بوليفيا. تعكس الهندسة المعمارية للقرن الثامن عشر بشكل أفضل أسلوب العمارة المحلية، على غرار الهيكل في نفس الفترة في مدينة بوتوسي. العمارة في سوكري، هي عرض كامل للطراز المعماري الذي تم إحضاره من أوروبا ومزيج من الأساليب والتقاليد المعمارية المحلية في بوليفيا، بما في ذلك التقاليد والأنماط المعمارية لعصر النهضة والقوطي والباروكي والنيوكلاسيكي. تم إدراج مدينة سوكري التاريخية في قائمة التراث العالمي من قبل اليونسكو في عام 1991.

## بوليفيا مابعد الاستقلال (1825–1982)
بعد الاستقلال في أوائل القرن التاسع عشر، تغير أسلوب العمارة في بوليفيا بشكل عام. أصبح الطراز المعماري أسلوبًا كلاسيكيًا جديدًا، والذي يشبه إلى حد كبير اسلوب العمارة في أوروبا، ولكنه احتفظ أيضًا بخصائص الفناء القديم. وخلال هذا الوقت، تم بناء عدد كبير من الكنائس الجديدة والمباني الحكومية في بوليفيا. ولكن في أوائل القرن العشرين، بسبب الحرب والاضطرابات الاجتماعية والكساد الاقتصادي، كان هناك القليل من التطور في العمارة في بوليفيا باستثناء المباني الحكومية والكنائس الضرورية.

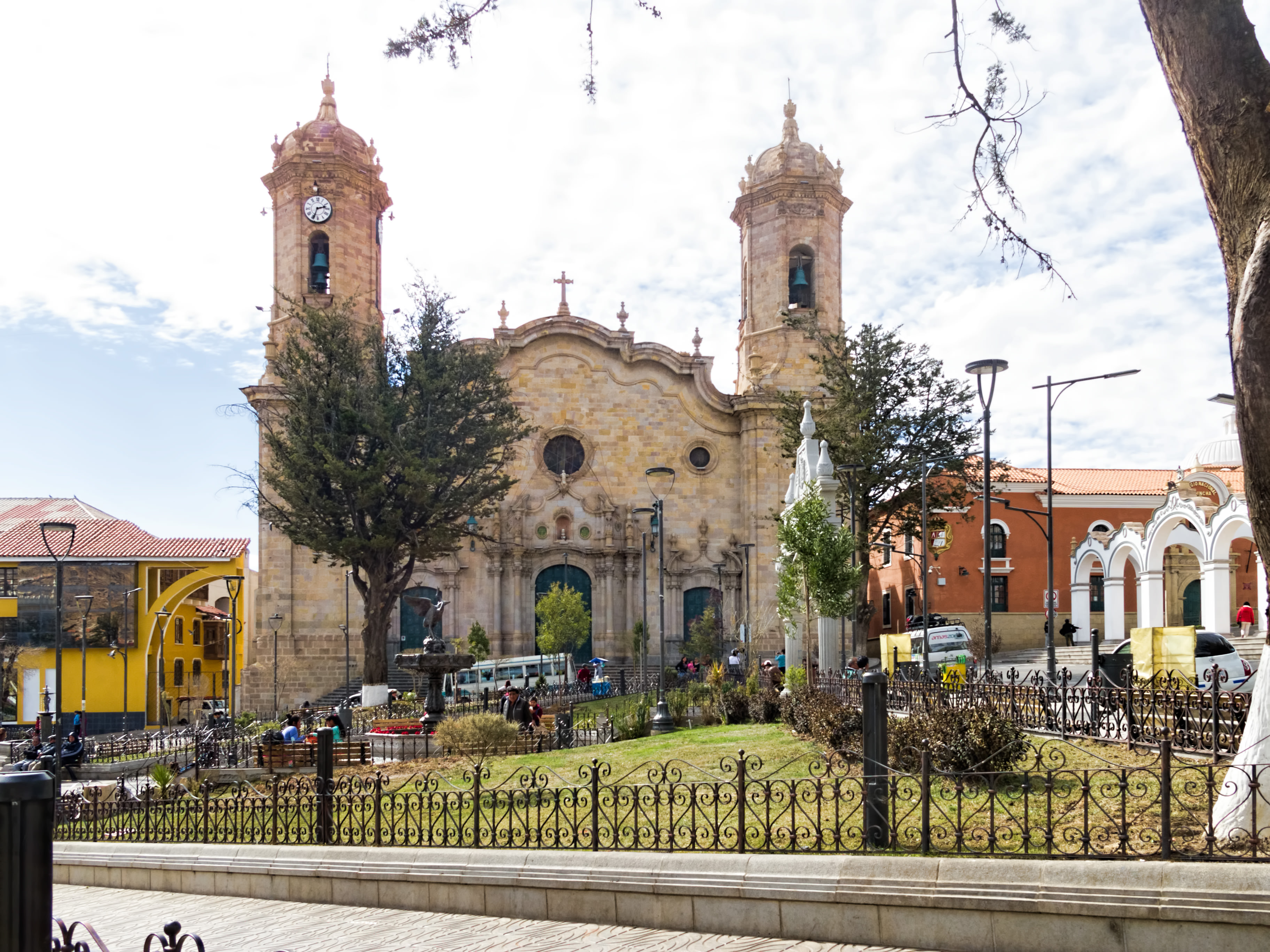
كاتدرائية أعيد بناؤها على الطراز الكلاسيكي الجديد في القرن التاسع عشر بسبب انهيارها إلى حد كبير

## بوليفيا الحديثة (1982-2020)
في أواخر القرن العشرين وأوائل القرن الحادي والعشرين، تم بناء عدد كبير من المباني الرائعة مرة أخرى في بوليفيا. ومثل العديد من البلدان في العالم، صار الحداثة وما بعد الحداثة يهيمن على العمارة البوليفية الحديثة. حيث ارتفعت ناطحات السحاب في العديد من المدن واحتلت الأفق تدريجيًا. ومن المدن التمثيلية الحديثة هي سان جورج، ولا باز وسانتا كروز وكوتشابامبا. اذ تقع أفضل 10 ناطحات سحاب في بوليفيا تقريبًا في لاباز وسانتا كروز. وأطول ناطحة سحاب في بوليفيا هي برج تويوسا التابع لمركز التجارة العالمي الذي يبلغ ارتفاعه 228 مترًا في لاباز. حيث بني للاستخدام المكتبي.

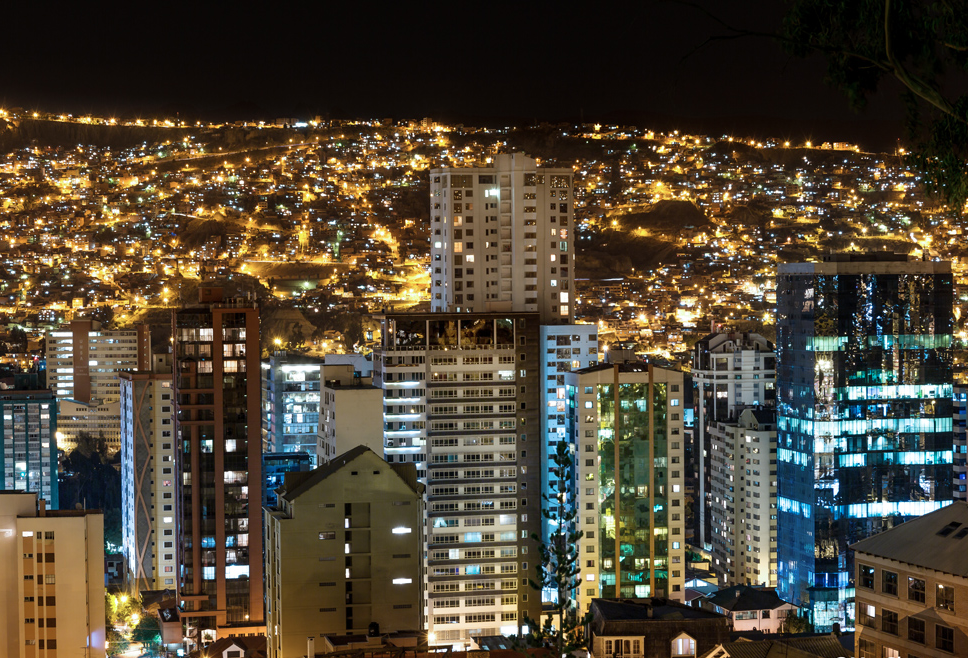
سان جورج ، بوليفيا
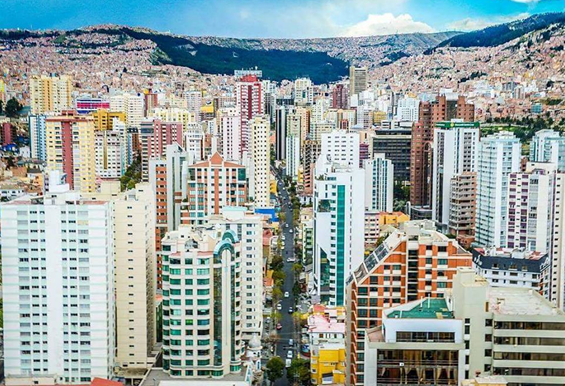
لاباز ، بوليفيا
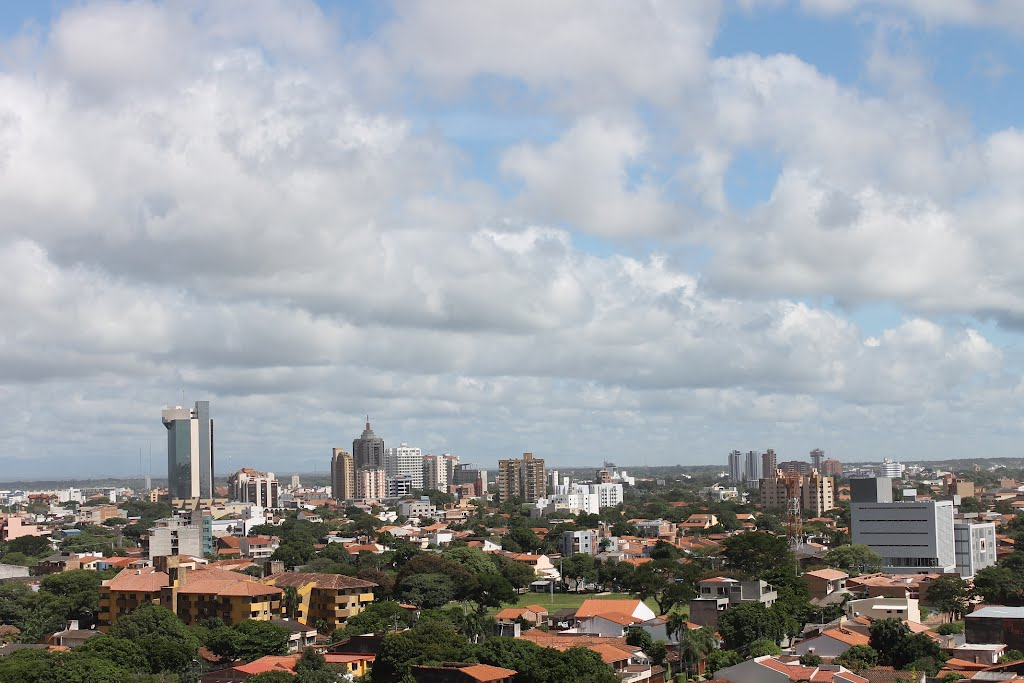
سانتا كروز ، بوليفيا
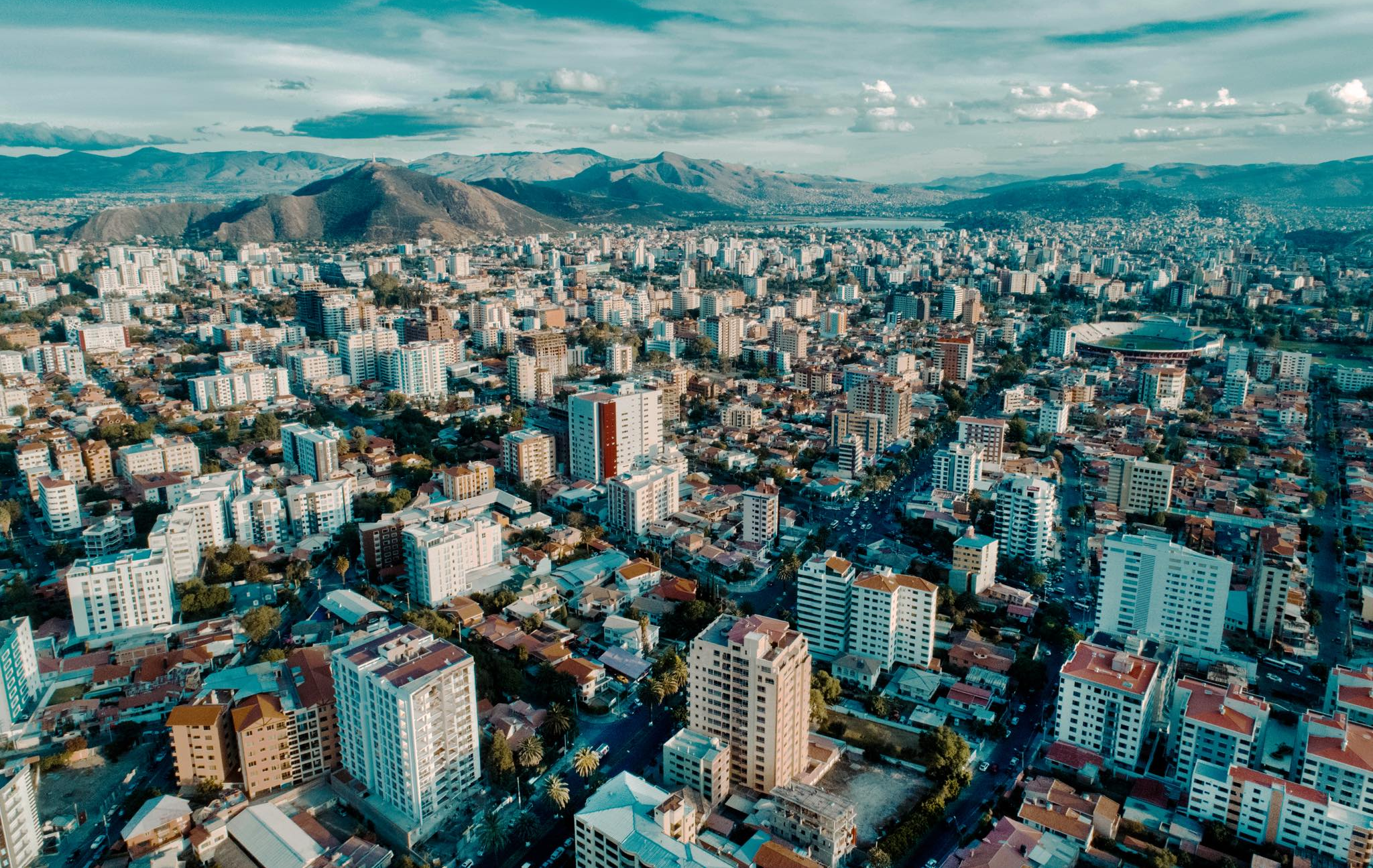
كوتشابامبا ، بوليفيا

في الوقت نفسه، مع تطور العلم والتكنولوجيا، صار يمكن تطبيق بعض التقنيات الجديدة على المباني، خاصة لإصلاح بعض المباني القديمة أو التالفة. على سبيل المثال، هناك تقنية جديدة لإصلاح آثار «تيواناكو» وهي الطباعة ثلاثية الأبعاد. حيث تضررت بعض أجزاء من أطلال «تيواناكو» بسبب تدميرها من قبل المستعمرين الإسبان. لذلك حولت هذه الدراسة الأدبيات إلى شكل ثلاثي الأبعاد لكي يتمكن الباحثين محاولة تكوين مجموعات سريعة، والذين غالبًا ما يحاولون تجربة رؤى مختلفة في الأساليب المعمارية السابقة.

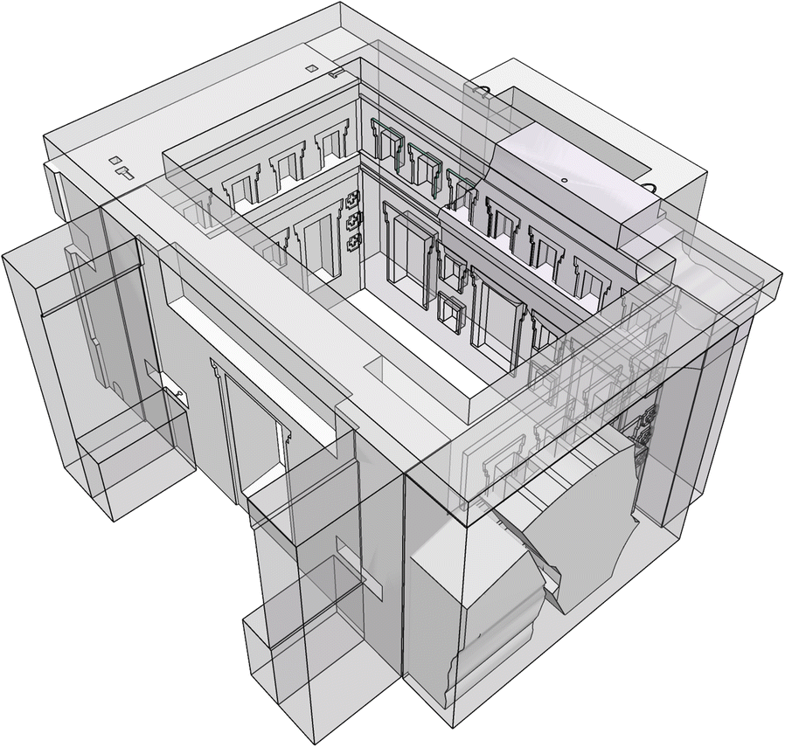
موذج الطباعة ثلاثية الأبعاد بومابونكو 1
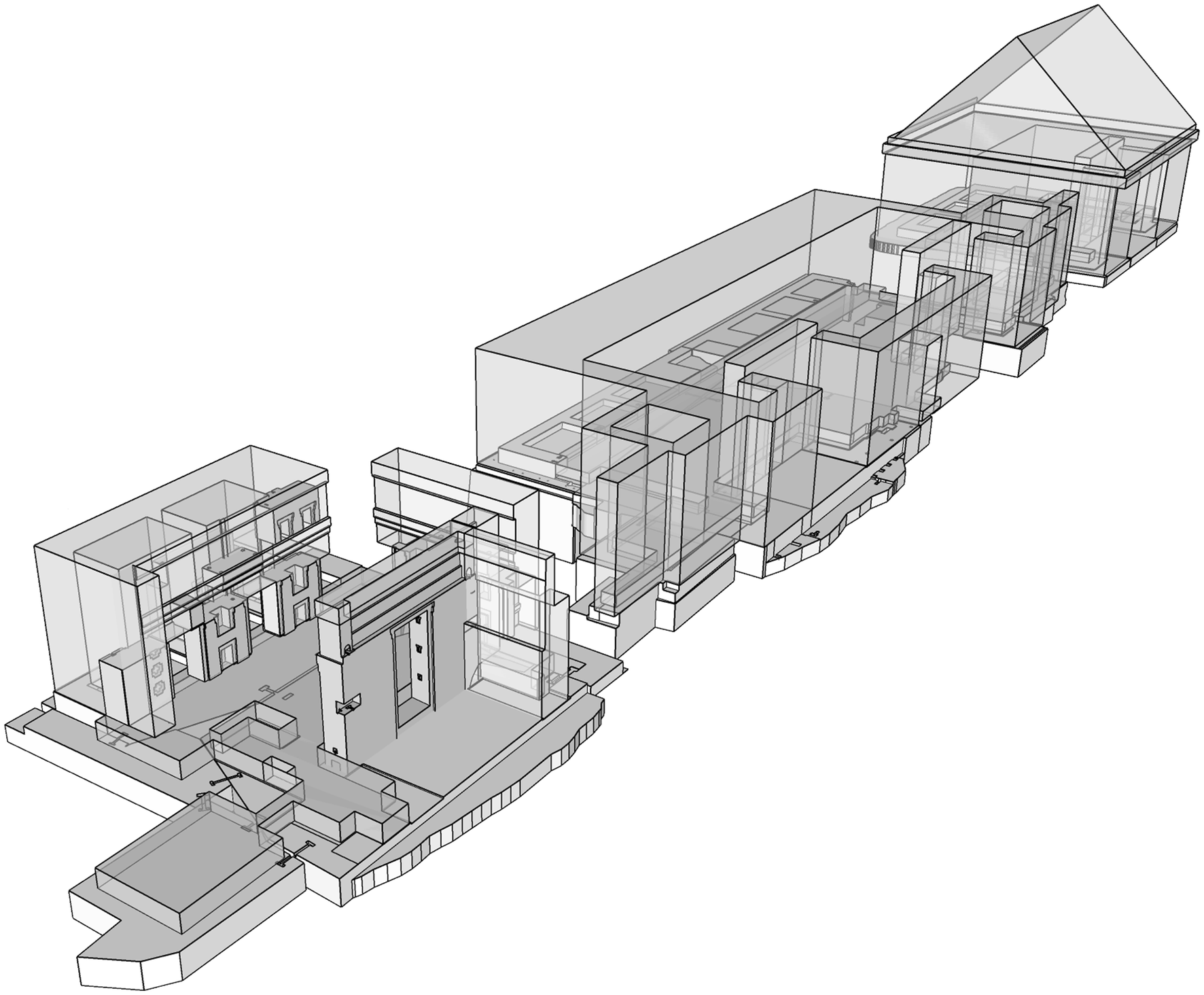
نموذج الطباعة ثلاثية الأبعاد 2 بومابونكو

## نمط آخر للهندسة المعمارية في بوليفيا
في بوليفيا، هناك أنماط معمارية فريدة أخرى لأسباب تاريخية وثقافية وجغرافية.
على بعد أكثر من 15 كم من أويوني، جنوب غرب بوليفيا، يوجد أكبر مسطح ملحي في العالم، سالار دو أويوني. من أجل جذب السياح وتوفير الراحة والراحة لهم، جنبًا إلى جنب مع البيئة الجغرافية المحلية، تم بناء أول فندق ملح في العالم، Palacio de Sal في عام 1998. اذإنه فندق ملح بنسبة 100 ٪ تقريبًا تم بناؤه من طوب الملح الصلب من سالار دي أويوني. يدمج الفندق الملح في كل تفاصيل التصميم من أجل الاندماج بشكل أفضل في البيئة الدرامية والمذهلة، مما يجلب للزوار تجارب وذكريات مختلفة. البنية التحتية والأثاث في الفندق مصنوعان أيضًا من طوب الملح الصلب من سالار دو أويوني. مثل الطاولات والكراسي والأواني الأخرى. في الأماكن العامة، فإن منحوتات الملح المنحوتة بعناية لفنانين بوليفيين جذابة بنفس القدر. هذه البيئة البيضاء تذكرنا بسهولة بالبساطة البيضاء. في الوقت نفسه، من أجل منع البيئة الملحية من أن تكون ناعمة للغاية، ويجلب الخشب الأحمر الداكن ألوانًا دافئة. يجمع هذا الفندق بين جدار وكوة وغرفة نوم مع سقف مقبب من الطوب الملحي وردهة تشبه الكاتدرائية، مما يعطي انطباعًا بطراز معماري حديث ومحلي في منطقة الأنديز.

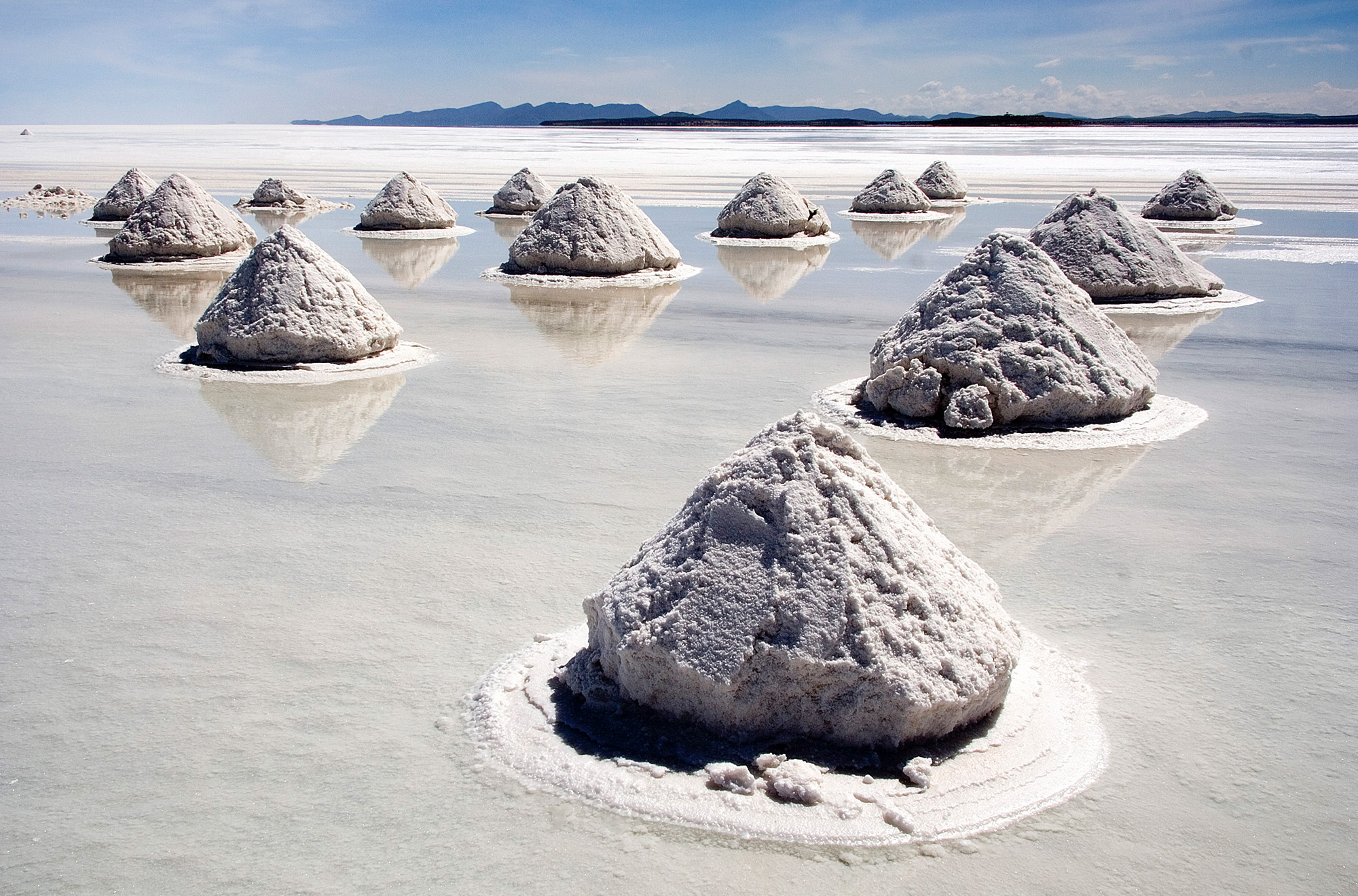
أكوام من الملح على سالار دي أويوني
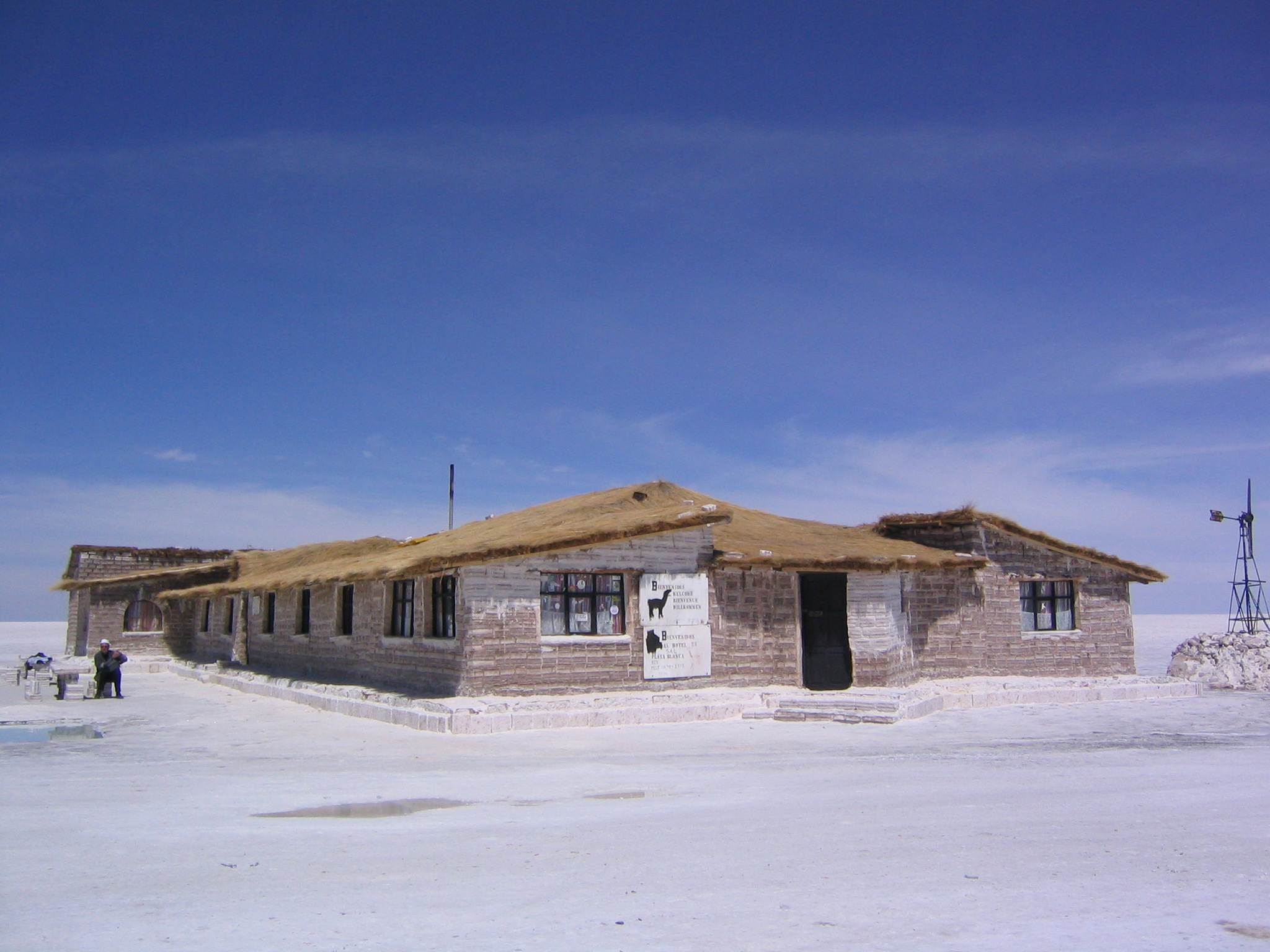
فندق بالاسيو دي سال
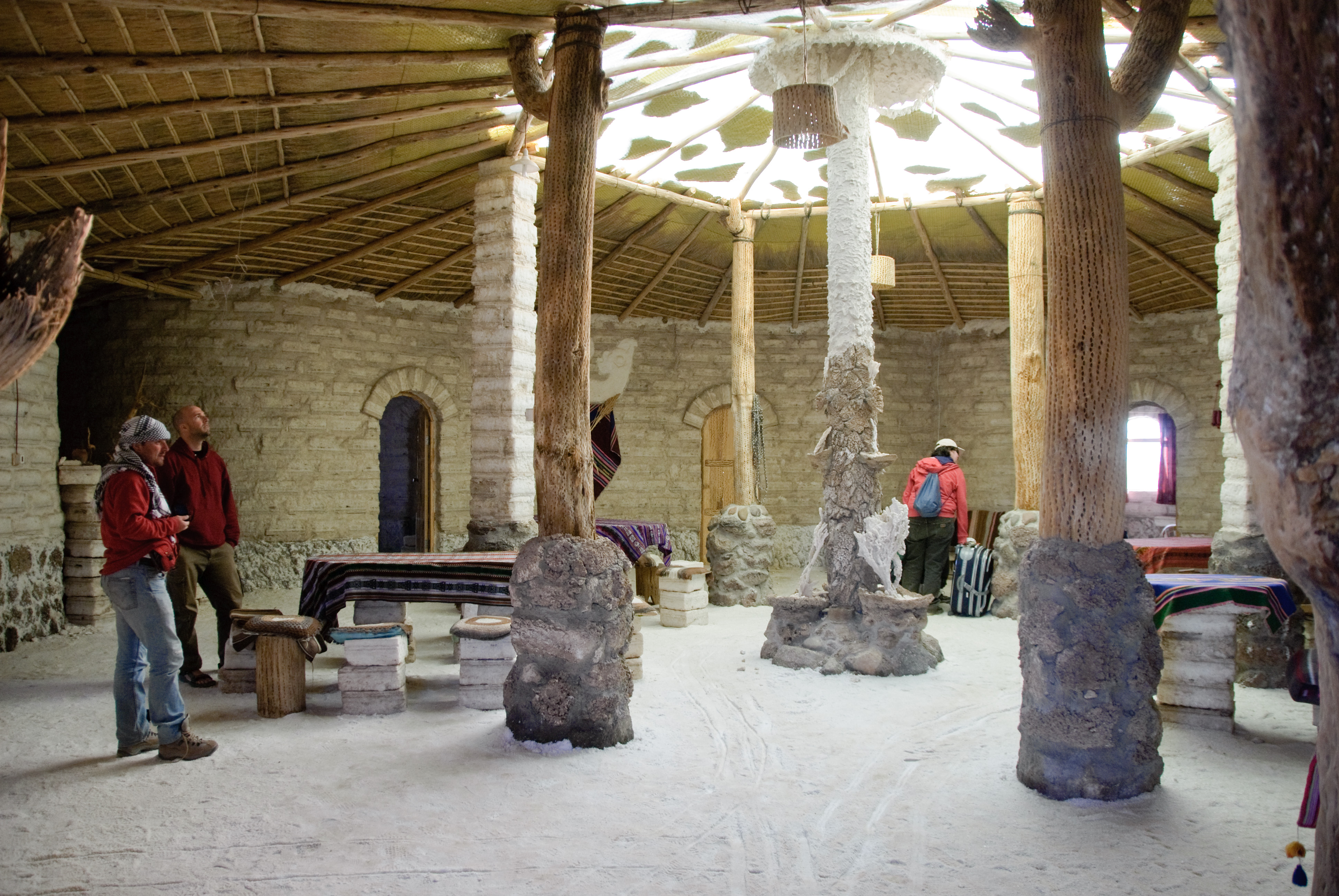
داخل فندق Palacio de Sal
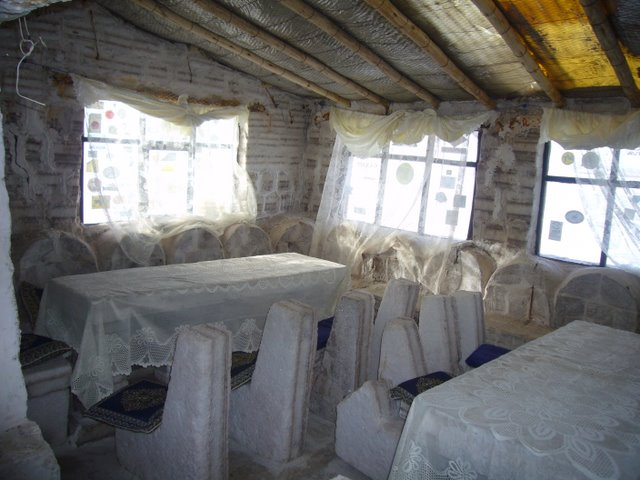
منطقة تناول الطعام في فندق Palacio de Sal
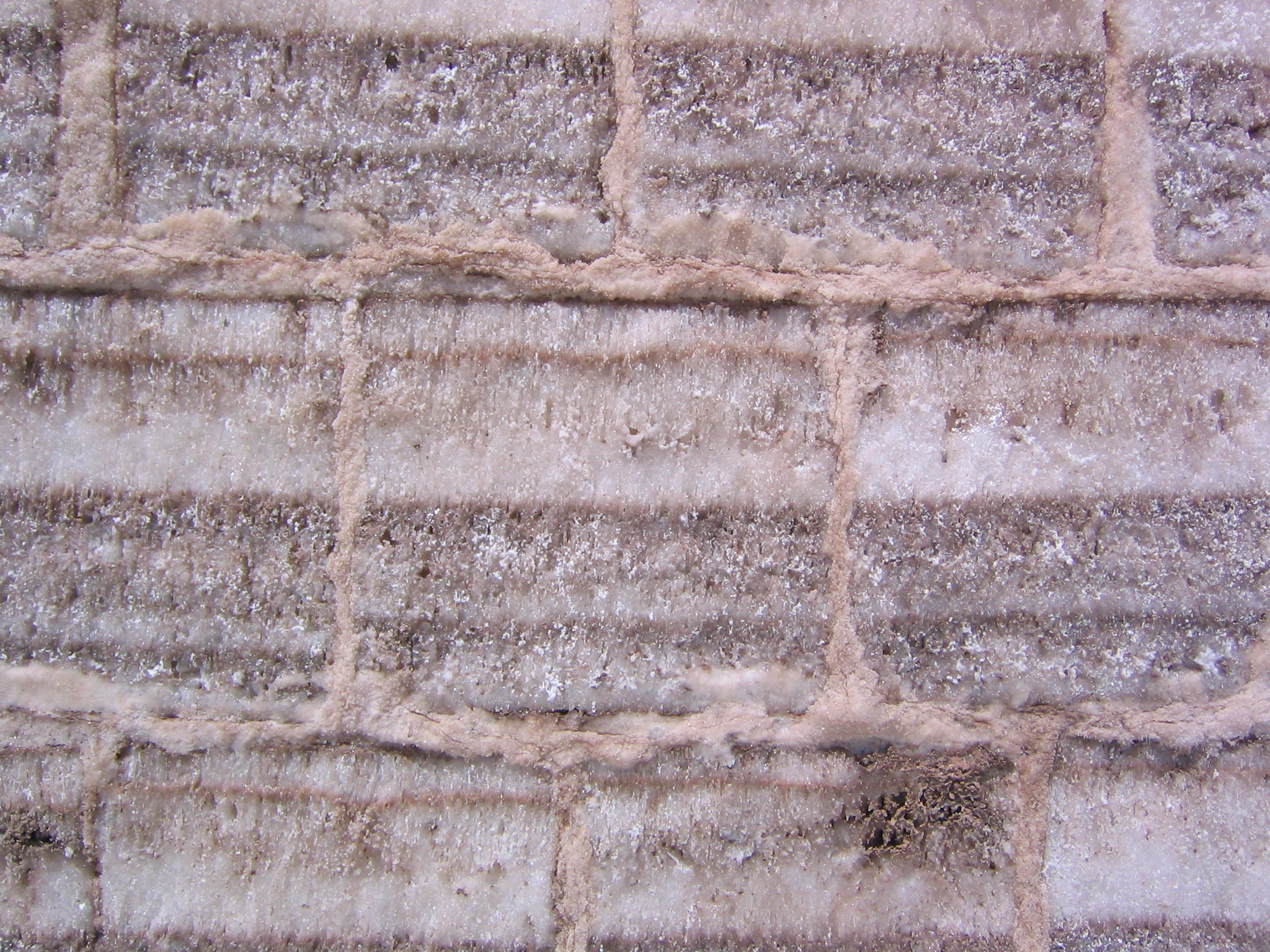
طوب ملح صلب من سالار دي أويوني

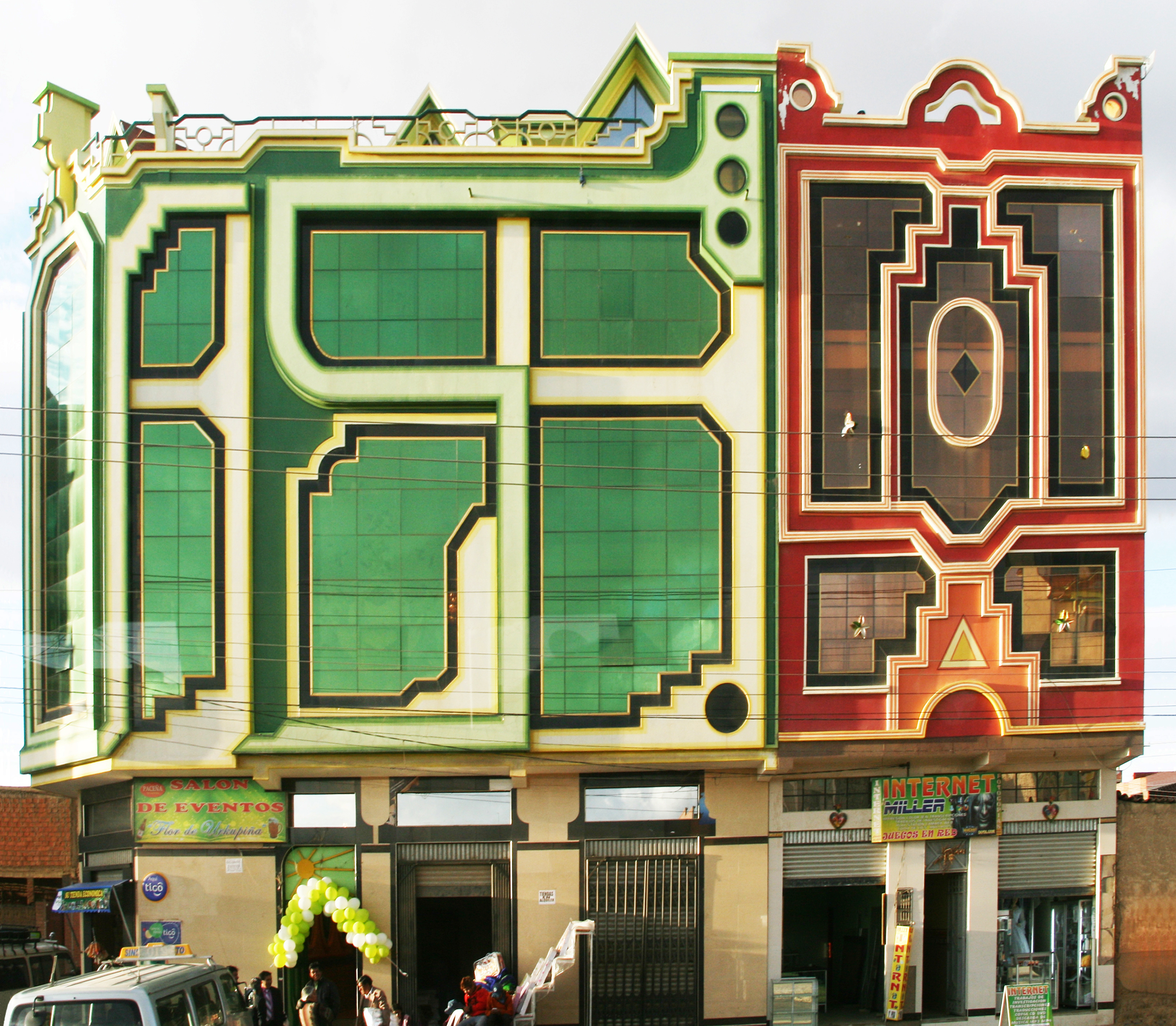
العمارة الجديدة في جبال الأنديز

لسوء الحظ، يجب هدم الفندق في عام 2002 بسبب التلوث البيئي الناجم عن سوء الإدارة. تم بناء فندق جديد على الضفة الشرقية لسالار دي أويوني. ولحسن الحظ، لا يزال الفندق الجديد يحمل اسم Palacio de Sal ، ولا تزال البنية التحتية والأثاث في الفندق مصنوعًا من طوب الملح الالصلب منسالار دو أويوني. ولكن من أجل الامتثال للمعايير الحكومية، تم إعادة تصميم النظام الصحي. في الفندق الجديد، مثل الفندق القديم، ويُمنع الناس من لعق الجدران لمنع كتل الملح من الانهيار.
صمم المهندس المعماري المحلي «فريدي ماماني» أسلوبًا معماريًا ناشئًا يُعرف باسم العمارة الأنديزية الجديدة. في الجزء الخارجي من المبنى، تتطابق الأصباغ المتشابهة مع بعضها البعض للحصول على تأثير ملون، بينما يتم وضع الألواح الزجاجية الكبيرة على الجدار الخارجي. بالنسبة لمدينة عالية الارتفاع تتكون من طوب مكشوف وأحادي اللون، فمن الواضح أن هذا يجذب الانتباه. ترفض الهندسة المعمارية في منطقة الأنديز الجديدة أسلوب الحد الأدنى والباروك الذي يفضله المهندسون المعماريون الغربيون ويمثلون «إنهاء استعمار النظام الرمزي». بالنسبة لماماني، يمكن للهندسة المعمارية أن تروج للثقافة البوليفية، لإظهار والحفاظ على جذور البوليفيين أنفسهم وهويتهم.